# 中原麻衣
中原 麻衣（なかはら まい、1981年2月23日 - ）は、日本の女性声優、歌手、ラジオパーソナリティ。アイムエンタープライズ所属。兵庫県で生まれ、愛媛県や福岡県などで育った。

## 来歴

### 生い立ち
出生は兵庫県明石市。幼少期は転居の機会が多く（兵庫、大分、愛媛、福岡）、思い出の時期をその頃住んでいた家によって判断できるという。中学3年から上京するまで暮らしていた、帰省先である福岡県北九州市を出身地としている。
幼児期から中学3年2学期までの約10年は、祖母がいた愛媛県西宇和郡伊方町在住であった。そのため、『七人のナナ』のアフレコでは愛媛県新居浜市出身の水樹奈々と会うたびに伊予弁で会話し、模造紙を「鳥の子用紙」と呼ぶなど愛媛周辺居住者の特徴を有し、『アイドル大阪環状線』にゲスト出演した際のクイズでも愛媛の知識に富むことを示した。

### デビュー前
小学5年の時には既に声優を志望し、『七つの海のティコ』に影響を受けて中学を卒業した時点での声優養成所入りを望んでいた。しかし親の勧めで高校を卒業し北九州から上京した。親からの援助はなかったため会社の寮に入り、医療事務をしながら日本ナレーション演技研究所に通った。声優志望を告げた上で採用された約10ヶ月のOL生活では、「鬱屈とした日々を過ごしたこともあり、その時期に声優になるという思いをさらに強めた」ということを語っている。
日本ナレーション演技研究所の在校中、基礎科の段階で関連会社オーディションに合格し、アイムエンタープライズ所属となった。所属してからは、いつ仕事が来てもいいように居酒屋でアルバイトをしていた。偶々同じ養成所の人物がそこにおり、仲良くなれて楽しかったという。初仕事は19歳の時で、養成所の『声優レッスンビデオ』の出演だった。2000年10月には、ラジオ番組『VOICE CREW』の7代目パーソナリティとして起用され、ラジオ・ゲームから声優活動を開始した。

### デビュー後
テレビアニメには2001年の『パラッパラッパー』でデビュー。2002年から3年半放送された『わがまま☆フェアリー ミルモでポン!』シリーズでは、ヒロイン・南楓の声を担当した。以降多くの作品で主役ヒロインを演じ、同時にテレビアニメ4作品で主役・メインヒロインを演じることもあった。井上喜久子からも「ヒロインを演じる機会が多い」と評されたことがある。柔らかく、穏やかな声を活かしたキャラクターも演じることが多い。

## 歌手・その他の活動について
キャラクターソングも多数歌っている。また、同じLantisのmarble、ゆうまお、rinoからは作詞提供を受けている。
2002年に『七人のナナ』で共演した声優の秋田まどか、浅木舞、名塚佳織、福井裕佳梨、水樹奈々、桃森すももとともに結成した「nana×nana」、植田佳奈・斎藤千和・森永理科とともに結成して自らリーダーを務めた「みっくすJUICE」、2004年には共演作が多く、親交も深い清水愛とともに行った「PoppinS」・「中原麻衣&清水愛」など、声優ユニットでの活動も行っている。なお交友関係は声優以外にも広く、ラジオ関係者や作詞家などとの交流が知られている。
2004年にはソロ歌手としても活動を開始した。ミニアルバム『ホームワーク』以後、2010年2月の時点でシングル6枚、アルバム4枚（うち2枚はミニアルバム）を出している。
2007年には、アナウンサー養成所を舞台としたテレビドラマ『女子アナ一直線!』にゲスト出演し、原稿読み・演技力の特別講師を務める声優・中原麻衣役を演じた。
2013年夏ごろにテレビ東京の旅番組『スーパーシェフに出会える名宿SP』に、自身初のグルメ・温泉レポーターとして声優の日髙のり子とともに出演した。この年は初の舞台『ティーチャー』に社会科教師・真邉美奈美役で出演。さらに2014年4月の舞台『恋するプライオリティシート』の出演も実現した。
『CLANNAD』のBGM『空に光る』をラッパーのPAGEがサンプリングした曲『魔法みたい』には、『CLANNAD』のメインヒロイン・古河渚の声を担当した中原がコーラスで参加している。
漫画『こえたま』では、植田佳奈、矢作紗友里、早見沙織らと初めてキャラクター原案を担当した。

## 人物・エピソード
趣味は料理、特技は剣道。中学時代は剣道部に所属していた。パンを食べ歩くのが大好きで、『月刊声優グランプリ』の連載『ダーツでポン!』のロケで各地を訪ねると、7年間のべ83回のほとんど毎回パン屋に立ち寄っていた。
全商簿記検定2級、珠算1級、剣道初段、秘書検定などの資格を持つ。方言は福岡弁。
家族・友人と過ごすことを重視する一方、1人で過ごす時間も大切にし、神戸や山梨、京都、長野への小旅行に1人で出かける。主な友人としては清水愛、植田佳奈、斎藤千和、田村ゆかり、新谷良子、高橋美佳子、生天目仁美、小清水亜美、釘宮理恵、千葉紗子などが挙げられ、特に清水愛とは共演が多い。妹がいる。
好きな作家に小川糸や湊かなえを挙げている。
犬好きで、愛犬は2匹のキャバリア。2005年に1匹目の「モカ」を飼い始め、シングルCD『ふたりぼっち』のミュージッククリップ・TVCMでは共演することになった。2009年には2匹目の「ニコ」を加え、憧れていた多頭飼いを実現している。散歩は毎日欠かさずに行うほど溺愛しているが、多忙ゆえ十分な手入れに連れて行くことができない。そこで自分でいつでもできるように、2008年春からはトリミングの学校に通っている。

## 出演
太字はメインキャラクター。

### テレビアニメ
2001年
- パラッパラッパー（見物人）

2002年
- カスミン（生徒たち）
- 七人のナナ（ナナさま）
- わがまま☆フェアリー ミルモでポン!（2002年 - 2005年、南楓） - 4シリーズ
- 円盤皇女ワるきゅーレ（2002年 - 2003年、脇谷愛子、にーな、女生徒A、猫耳C、女性客、子供、女子、レポーター、キャスター） - 2シリーズ
- スパイラル －推理の絆－（2002年 - 2003年、白長谷小夜子）
- 超重神グラヴィオン（2002年 - 2004年、エィナ / エィナツヴァイ） - 2シリーズ

2003年
- MOUSE（柿生葉月）
- .hack//黄昏の腕輪伝説（レナ）
- 魔探偵ロキ RAGNAROK（スクルド）
- 妄想科学シリーズ ワンダバスタイル（夏輪ひまわり）
- デュエル・マスターズ（2003年 - 2014年、由利薔薇たんぽぽ、小熊花子、大畠乱、ブータン） - 3シリーズ
- おねがい☆ツインズ（宮藤深衣奈）
- ぽぽたん（明日香）
- 神魂合体ゴーダンナー!!（2003年 - 2004年、葵杏奈） - 2シリーズ
- カレイドスター 新たなる翼（2003年 - 2004年、メイ）
- 探偵学園Q（氷川美鈴）
- まぶらほ（山瀬千早）

2004年
- 光と水のダフネ（水樹マイア）
- 美鳥の日々（春日野美鳥）
- 忘却の旋律（園田エル）
- DearS（ミゥ）
- 舞-HiME（2004年 - 2005年、鴇羽舞衣）
- 巌窟王（ペッポ）
- サムライガン（蜜）

2005年
- ハチミツとクローバー（少女）
- あまえないでよっ!!（2005年 - 2006年、南部千歳） - 2シリーズ
- 創聖のアクエリオン（アンナ）
- あかほり外道アワーらぶげ（高原舞子）
- トリニティ・ブラッド（アンゼリカ）
- ボボボーボ・ボーボボ（メンマ）
- はっぴぃセブン〜ざ・テレビまんが〜（お菊）
- ノエイン もうひとりの君へ（2005年 - 2006年、二条雪恵）
- ケロロ軍曹（2005年 - 2006年、芋碁理恵）
- ガンパレード・オーケストラ（2005年 - 2006年、神海那美）

2006年
- マジカノ（吉川舞夏）
- 陰からマモル!（紺若ゆうな）
- タクティカルロア（美咲七波）
- 舞-乙HiME（鴇羽舞衣）
- ARIA The NATURAL（月夜）
- うたわれるもの（ユズハ、子供）
- Strawberry Panic（蒼井渚砂）
- つよきす Cool×Sweet（霧夜エリカ）
- ひぐらしのなく頃に（2006年 - 2007年、竜宮レナ） - 2シリーズ
- ヤマトナデシコ七変化♥（笠原乃依）
- らぶドル 〜Lovely Idol〜（桐生琴葉）

2007年
- アイドルマスター XENOGLOSSIA（秋月律子）
- かみちゃまかりん（花園花鈴）
- キミキス pure rouge（栗生恵、特番ナレーション）
- CLANNAD（2007年 - 2009年、古河渚 / 岡崎渚） - 2シリーズ
- ゲゲゲの鬼太郎（第5作）（2007年 - 2008年、里奈、蕾）
- sola（森宮蒼乃、友人B）
- バンブーブレード（2007年 - 2008年、小田島礼美）
- 祝!(ハピ☆ラキ)ビックリマン（鐘助）
- Myself ; Yourself（星野あさみ）
- 魔法少女リリカルなのはStrikerS（ティアナ・ランスター、ラグナ・グランセニック、メガーヌ・アルピーノ）

2008年
- ヴァンパイア騎士（紅まり亜） - 2シリーズ
- 狼と香辛料（2008年 - 2009年、ノーラ・アレント） - 2シリーズ
- かんなぎ（大河内紫乃）
- 狂乱家族日記（桜井ちえり）
- しゅごキャラ!（詩音）
- 絶対可憐チルドレン（女子高生）
- BLASSREITER（スノウ）
- PERSONA -trinity soul-（モーリー / 守本叶鳴）
- 北斗の拳 ラオウ外伝 天の覇王（レイナ）

2009年
- 青い花（杉本公理）
- グイン・サーガ（リンダ）
- 鋼殻のレギオス（フェリ・ロス）
- 咲-Saki-（2009年 - 2014年、宮永照） - 3シリーズ
- スレイヤーズEVOLUTION-R（ヤッピー）
- 宇宙をかける少女（獅子堂神楽、アレイダ）
- それいけ!アンパンマン（おかゆちゃん〈2代目〉）
- 大正野球娘。（小笠原晶子）
- ティアーズ・トゥ・ティアラ（モルガン）
- 東京マグニチュード8.0（コンビニ店員）
- リストランテ・パラディーゾ（マルゲリータ）

2010年
- Angel Beats!（音無初音）
- オオカミさんと七人の仲間たち（九尾麗弧）
- おとめ妖怪 ざくろ（西王母桃〈ざくろ〉）
- 刀語（鑢七実）
- スティッチ! 〜ずっと最高のトモダチ〜（ミセス・シックリー）
- 聖痕のクェイサー（エヴァ＝Q）
- 探偵オペラ ミルキィホームズ（メアリー、ハートリー・クイーン警部） - 1シリーズ + 特別編2作品
- デュラララ!!（2010年 - 2016年、贄川春奈） - 3シリーズ
- ひだまりスケッチシリーズ（2010年 - 2012年、有沢先輩） - 2シリーズ
- FAIRY TAIL（2010年 - 2025年、ジュビア・ロクサー、ビスカ・ムーラン〈代役〉） - 4シリーズ
- メタルファイト ベイブレードシリーズ（2010年 - 2011年、メイメイ） - 2シリーズ
- れでぃ×ばと!（セルニア＝伊織＝フレイムハート）

2011年
- いぬまるだしっ（すずめちゃん）
- 快盗天使ツインエンジェル〜キュンキュン☆ときめきパラダイス!!〜（エリス・フィリウス）
- 境界線上のホライゾン（2011年 - 2012年、“武蔵”、“品川”、“浅草”、“武蔵野”） - 2シリーズ
- Suzy's Zoo だいすき! ウィッツィー（ウィッツィー）
- 世界一初恋（佐伯）
- TIGER & BUNNY（三姉妹三女メアリー）
- ダンタリアンの書架（クリスタベル・サスティーン）
- 緋弾のアリア（2011年 - 2015年、高天原ゆとり） - 2シリーズ
- プリティーリズム・オーロラドリーム（一條ナナ）
- 輪るピングドラム（連雀）

2012年
- AKB0048（2012年 - 2013年、10代目 宮澤佐江） - 2シリーズ
- しまじろう ヘソカ（ぴょんこちゃん5のおねいさん）
- 人類は衰退しました（わたし）
- 戦国コレクション（純愛天使・直江兼続）
- トータル・イクリプス（篁唯依）
- ハイスクールD×D（雪蘭）
- めだかボックス アブノーマル（蛇籠飽）

2013年
- 有頂天家族（2013年 - 2017年、下鴨矢四郎） - 2シリーズ
- キルラキル（今川）
- ゴールデンタイム（婚約者）
- サーバント×サービス（三好紗耶）
- 波打際のむろみさん（リヴァイアさん）
- フォトカノ（室戸亜岐）
- やはり俺の青春ラブコメはまちがっている。（2013年 - 2020年、雪ノ下陽乃） - 3シリーズ

2014年
- 一週間フレンズ。（藤宮志穂）
- オオカミ少女と黒王子（佐田怜香）
- ガールフレンド（仮）（有栖川小枝子）
- ガンダム Gのレコンギスタ（2014年 - 2015年、バララ・ペオール）
- 月刊少女野崎くん（鹿島遊）
- SHIROBAKO（2014年 - 2015年、興津由佳、中春鳴〈あかね役〉、先輩OL B、動画検査、エミー）
- ストライク・ザ・ブラッド（ニーナ・アデラード）
- 精霊使いの剣舞（グレイワース・シェルマイス）
- ソードアート・オンラインII（ベルザンディ）
- ちび☆デビ!（木村）
- 中二病でも恋がしたい!戀（眠睡）
- 魔法科高校の劣等生（市原鈴音）
- メカクシティアクターズ（アヤノ / 楯山文乃）
- RAIL WARS!（五能瞳）

2015年
- 俺物語!!（佐藤）
- 学戦都市アスタリスク（2015年 - 2016年、天霧遙） - 2シリーズ
- クロスアンジュ 天使と竜の輪舞（ラミア）
- 血液型くん！シリーズ（2015年 - 2016年、AB型ちゃん） - 3シリーズ
- 冴えない彼女の育てかた（澤村小百合）
- Charlotte（白柳弓）
- 旦那が何を言っているかわからない件 2スレ目（後輩）
- ドラえもん（テレビ朝日版第2期）（2015年 - 2022年、ヨシミ、花、女性）
- 魔法少女リリカルなのはViVid（ティアナ・ランスター、メガーヌ・アルピーノ）
- 名探偵コナン（2015年 - 2024年、近田詠美、南部玲亜、牧村希美、真壁五月）
- 山田くんと7人の魔女（いも子）
- 乱歩奇譚 Game of Laplace（ハナビシ、キャバ嬢A）
- ローリング☆ガールズ（一条美沙）

2016年
- RS計画 -Rebirth Storage-（三島雪）
- うどんの国の金色毛鞠（大石凛子、三びきの子ぶたの店員）
- おしえて! ギャル子ちゃん（チャラ男姉）
- ガーリッシュ ナンバー（苑生桜）
- クオリディア・コード（千種夜羽）
- 最弱無敗の神装機竜（ライグリィ・バルハート）
- 坂本ですが?（藤田恵）
- ジョーカー・ゲーム（野上百合子）
- 少年メイド（日野葉子）
- 双星の陰陽師（2016年 - 2017年、霧ヶ峰清水）
- ダンガンロンパ3 -The End of 希望ヶ峰学園- 未来編 / 絶望編（雪染ちさ） - 2シリーズ
- ハイスクール・フリート（宗谷真霜）
- 無彩限のファントム・ワールド（エニグマ、晴彦の母）
- ラグナストライクエンジェルズ（柊理緒）
- Lostorage incited WIXOSS（はんな姉）
- 美少女戦士セーラームーンCrystal Season III（西村レイカ）

2017年
- 風夏（山田マネージャー）
- Fate/Apocrypha（六導玲霞）
- 潔癖男子!青山くん（小田切美緒）
- GLAMOROUS HEROES（インストラクション）
- キノの旅 -the Beautiful World- the Animated Series（旅の女性）
- 魔法陣グルグル（花の精霊B）
- 結城友奈は勇者である -鷲尾須美の章-
- クラシカロイド（まりの母）

2018年
- 刀使ノ巫女（羽島絵麻 / 鏡島絵麻）
- 剣王朝（夜策冷）
- メルヘン・メドヘン（2018年 - 2019年、葉月の実母、シンデレラ）
- 覇穹 封神演義（賈氏）
- ハクメイとミコチ（ハクヨ）
- 伊藤潤二『コレクション』（咲山みどり）
- アイカツフレンズ!（2018年 - 2019年、円城寺たまき） - 2シリーズ
- クレヨンしんちゃん（2018年 - 2022年、受付、大矢澄子）
- ガンダムビルドダイバーズ（謎の声 / トリさん）
- はたらく細胞（黄色ブドウ球菌）
- レイトン ミステリー探偵社 〜カトリーのナゾトキファイル〜（ドーラ・フレメンス）
- ハッピーシュガーライフ（三星の母親）
- やがて君になる（箱崎理子）

2019年
- サークレット・プリンセス（黒田綾奈）
- ドメスティックな彼女（藤井純）
- 彼方のアストラ（エマ・スプリング）
- コップクラフト（ジェミー・オースティン）
- デュエル・マスターズ!!（ブータン）
- 博多明太!ぴりからこちゃん（タキ子さん）
- Re:ステージ! ドリームデイズ♪（斎野静香）
- うちの娘の為ならば、俺はもしかしたら魔王も倒せるかもしれない。（ヘルミネ）
- 通常攻撃が全体攻撃で二回攻撃のお母さんは好きですか?（メディママ）
- 超人高校生たちは異世界でも余裕で生き抜くようです!（ウィノナ）
- アズールレーン（2019年 - 2020年、赤城）
- アイカツオンパレード!（2019年 - 2020年、円城寺たまき）
- バビロン（2019年 - 2020年、正崎人美）

2020年
- マギアレコード 魔法少女まどか☆マギカ外伝（2020年 - 2022年、梓みふゆ） - 3シリーズ
- 社長、バトルの時間です!（係長女神）
- 魔王学院の不適合者 〜史上最強の魔王の始祖、転生して子孫たちの学校へ通う〜（フクロウ）
- 戦乙女の食卓（2020年 - 2021年、ゼーレ・フェレライ） - 2シリーズ
- ド級編隊エグゼロス（ショク蟲）
- Re:ゼロから始める異世界生活（セクメト）
- ひぐらしのなく頃に業 / 卒（2020年 - 2021年、竜宮レナ） - 2シリーズ
- 無能なナナ（犬飼ミチル、中島ナナオ〈幼少期〉）

2021年
- スケートリーディング☆スターズ（阿部）
- 魔術士オーフェンはぐれ旅 キムラック編（ヴェルザンディ）
- 怪病医ラムネ（理央の母親）
- シャドーハウス（2021年 - 2022年、マリーローズ / ローズマリー） - 2シリーズ
- 憂国のモリアーティ（メアリー・モースタン）
- 魔法科高校の優等生（市原鈴音）
- トロピカル〜ジュ!プリキュア（2021年 - 2022年、伝説のプリキュア / キュアオアシス、トロピカルパラダイス）
- takt op.Destiny（母親）
- プラチナエンド（明日の母）
- かぎなど（2021年 - 2022年、古河渚 / 岡崎渚） - 2シリーズ
- さんかく窓の外側は夜（古住）
- 白い砂のアクアトープ（三浦響子）
- 見える子ちゃん（謎の化け物 / 善の母）

2022年
- 幻想三國誌 -天元霊心記-（洵喬）
- CUE!（安藤紗月）
- 現実主義勇者の王国再建記（ヒルデ・ノーグ）
- BIRDIE WING -Golf Girls' Story-（2022年 - 2023年、神宮寺絹江） - 2シリーズ
- 魔法使い黎明期（セービルの母）
- プリマドール（桜花）
- 組長娘と世話係（桜樹美幸）
- BORUTO-ボルト- NARUTO NEXT GENERATIONS（華々ハナ）
- 後宮の烏（寿雪の母）
- ブルーロック（2022年 - 2024年、潔伊世） - 2シリーズ
- 陰の実力者になりたくて!（2022年 - 2023年、シドの母）
- 農民関連のスキルばっか上げてたら何故か強くなった。（ルシカ・ウェイン）

2023年
- 解雇された暗黒兵士（30代）のスローなセカンドライフ（ドロイエ）
- アルスの巨獣（ババン妻）
- お隣の天使様にいつの間にか駄目人間にされていた件（椎名小夜）
- 東京リベンジャーズ（母）
- ダンジョンに出会いを求めるのは間違っているだろうか シリーズ（2023年 - 2025年、アストレア） - 2シリーズ
- 異世界でチート能力を手にした俺は、現実世界をも無双する〜レベルアップは人生を変えた〜（神崎凜）
- ゴールデンカムイ（ノリ子）
- 転生貴族の異世界冒険録〜自重を知らない神々の使徒〜（ルリ）
- 白聖女と黒牧師（レベッカ）
- 柚木さんちの四兄弟。（柚木千恵子、ナナホシ）
- お嬢と番犬くん（関谷香織）
- アークナイツ（2023年 - 2025年、ブレイズ） - 2シリーズ
- 川越ボーイズ・シング（矢沢母）
- アンデッドアンラック（2023年 - 2024年、チカラの母）

2024年
- 月が導く異世界道中 第二幕（リリ＝フロント＝グリトニア）
- 悪役令嬢レベル99 〜私は裏ボスですが魔王ではありません〜（王妃）
- 姫様“拷問”の時間です（ルルン）
- 死神坊ちゃんと黒メイド（リズ）
- 狼と香辛料 MERCHANT MEETS THE WISE WOLF（ノーラ・アレント）
- かつて魔法少女と悪は敵対していた。（深森白夜）
- 先輩はおとこのこ（花岡美香）
- 異世界失格（イーシャ）
- わんだふるぷりきゅあ!（2024年 - 2025年、ザクロ）
- 神之塔 -Tower of God-（ソフィア） - 2シリーズ
- 歴史に残る悪女になるぞ（ウィリアムズ・レイラ）
- ドラゴンボールDAIMA（2024年 - 2025年、ブルマ〈ミニ〉）
- ありふれた職業で世界最強 season 3（ユエの声 / リューティリス・ハルツィナ）
- さようなら竜生、こんにちは人生（アルジェンヌ）

2025年
- いずれ最強の錬金術師?（マーサ）
- 外れスキル《木の実マスター》 〜スキルの実（食べたら死ぬ）を無限に食べられるようになった件について〜（セリカ・ボルスト）
- 中禅寺先生物怪講義録 先生が謎を解いてしまうから。（鵜久森恵理子）
- ある魔女が死ぬまで（レイチェル）
- わたしが恋人になれるわけないじゃん、ムリムリ!（※ムリじゃなかった!?）（れな子の母親）
- おそ松さん（スイカ星人）
- ホテル・インヒューマンズ（マスター）
- 無職の英雄 〜別にスキルなんか要らなかったんだが〜（ファラ）

時期未定
- 父は英雄、母は精霊、娘の私は転生者。（オリジン）

### 劇場アニメ
2000年代
- 劇場版 CLANNAD -クラナド-（2007年、古河渚）
- テイルズ オブ ヴェスペリア 〜 The First Strike 〜（2009年、エステリーゼ）

2010年代
- 劇場版 FAIRY TAIL 鳳凰の巫女（2012年、ジュビア・ロクサー）
- アキの奏で（2015年、松本あかね）
- ガールズ&パンツァー 劇場版（2015年、ルミ）
- 劇場版 蒼き鋼のアルペジオ -アルス・ノヴァ- Cadenza（2015年、ヤマト）
- 劇場版 SERVAMP-サーヴァンプ- -Alice in the Garden-（2018年、少女）

2020年
- 劇場版 ハイスクール・フリート（宗谷真霜）
- Gのレコンギスタ II - IV（2020年 - 2021年、バララ・ペオール） - 3作品
- 劇場版 SHIROBAKO（興津由佳、あかね〈トレイシー〉）
- モンスターストライク THE MOVIE ルシファー 絶望の夜明け（グィネヴィア）

2021年
- ARIA The CREPUSCOLO（あずさ・B・マクラーレン）
- 劇場版 BanG Dream! Episode of Roselia I・II（友希那の母） - 2部作
- ARIA The BENEDIZIONE（あずさ・B・マクラーレン、客B）

### OVA
2004年
- サブマリン707R（ノボ I）
- 一撃殺虫!!ホイホイさん（不死川睦美）
- カレイドスター 新たなる翼 -EXTRA STAGE-「笑わない すごい お姫様」（メイ・ウォン）
- せんせいのお時間 ご〜るど（オペレーターB）

2005年
- 鴉 -KARAS-（千鶴、メリー、ナース）
- カレイドスター Legend of phoenix 〜レイラ・ハミルトン物語〜（メイ・ウォン）
- 戦闘妖精少女 たすけて! メイヴちゃん（ファーンI）
- 僕は妹に恋をする（結城郁）
- 円盤皇女ワるきゅーレ 星霊節の花嫁（脇谷愛子、まゆみ、にーな）

2006年
- カレイドスターカレイドスター ぐっどだよ!ぐぅーっど!（メイ・ウォン）
- BALDR FORCE EXE RESOLUTION（瀬川みのり）
- 舞-乙HiME Zwei（鴇羽舞衣）
- 円盤皇女ワるきゅーレ 時と夢と銀河の宴（ユミル）

2008年
- 東方二次創作同人アニメ 夢想夏郷〜A Summer Day's Dream〜（博麗霊夢）

2009年
- 伝染るんです。（ミッチー）
- ひぐらしのなく頃に礼（竜宮レナ）
- OVA うたわれるもの（ユズハ）
- 電波的な彼女〜幸福ゲーム〜（斬島雪姫）

2011年
- 魚介類 山岡マイコの友 茹田蟹幸（葱野鴨子）
- ひぐらしのなく頃に煌（竜宮レナ）
- FAIRY TAIL 〜ようこそ フェアリーヒルズ!!〜（ジュビア・ロクサー） - コミックス第26巻特装版
- FAIRY TAIL 〜妖精学園 ヤンキー君とヤンキーちゃん〜（ジュビア・ロクサー） - コミックス第27巻特装版

2013年
- 波打際のむろみさん（リヴァイアさん）※コミックス第9巻DVD付特装版
- ひぐらしのなく頃に拡 〜アウトブレイク〜（竜宮レナ）

2014年
- 山田くんと7人の魔女（君島カレン）※コミックス第15巻DVD付き限定版

2015年
- ARIA The AVVENIRE（あずさ・B・マクラーレン）
- えくそだすっ！（あかね）
- 第三飛行少女隊（オリビエ）

2016年
- To LOVEる -とらぶる- ダークネス（西連寺夏美）※コミックス第17巻限定版に付属

2017年
- 岸辺露伴は動かない（泉京香）
- ストライク・ザ・ブラッド（2017年 - 2020年、ニーナ・アデラード） - 3シリーズ

2019年
- まじもじるるも 完結編（裁判官A） - 原作第3部コミックス第9巻OAD付限定版

2021年
- ガールズ&パンツァー 最終章（ルミ）

2023年
- OVA アズールレーン Queen's Orders（赤城）

### Webアニメ
- サイクロプス少女さいぷ〜（2013年、さいぷ〜〈斎藤楓香〉[158]）
- 美少女戦士セーラームーンCrystal（2014年、西村レイカ）
- アニメで分かる心療内科（2015年、女A、女性店員、女性柔道選手）
- 悪魔のメムメムちゃん（2018年、大家さん[159]）
- モンスターストライク（2019年、グィネヴィア）
- ガンダムビルドダイバーズRe:RISE（2020年、トーリ）
- スーパー・クルックス（2021年、ジョニーの母親）
- 人形学園（2022年、黒ゼーレ、ゼーレ）
- ブルーロック あでぃしょなる・たいむ!（2022年 - 2024年、潔伊世）
- 極主夫道 シーズン2（2023年、すず）
- BASTARD!! -暗黒の破壊神- 地獄の鎮魂歌編（2023年、カル＝スの母）
- 鬼武者（2023年、吉岡お京）
- じゃんたま カン!!（2024年、カーヴィ[160]）
- 魔法少女ホロウィッチ!THE STAGE（2024年、理華、コラプサー）
- ラッキーなサファリでおにごっこ!?（2024年、メグのママ[161]）

### ゲーム
2001年
- 機甲兵団 J-PHOENIX シリーズ（2001年 - 2002年、サリア・バートン） - 4作品
- Close to 〜祈りの丘〜（汐見翔子）
- リリーのアトリエ 〜ザールブルグの錬金術士3〜（イルマ・ヴァルター）
- ヘルミーナとクルス 〜リリーのアトリエ もう一つの物語〜（イルマ・ヴァルター）

2002年
- CROSS HERMIT 〜最果ての守護者〜（シャロン＝フレイスピッド）
- 姫騎士物語 PrincessBlue（アリシア・グレンフィールド）
- ラ・ピュセル 光の聖女伝説（プリエ）

2003年
- ガチャフォース（マナ、オロチ）
- 最終兵器彼女（イク）
- THE 美少女シミュレーションRPG MoonLightTale（プラム）
- 想いのかけら -Close to-（汐見翔子）
- 少女義経伝（佐藤紅葉）
- 魔界戦記ディスガイア（魔王プリエ）
- 妄想科学シリーズ ワンダバスタイル 〜突撃!みっくす生JUICE〜（夏輪ひまわり）
- わがまま☆フェアリー ミルモでポン! 対戦まほうだま（南楓）
- わがまま☆フェアリー ミルモでポン! ミルモの魔法学校ものがたり（南楓）

2004年
- 青い涙（ジン・ユリ）
- 機甲兵団 J-PHOENIX2（サリア・バートン）
- 神魂合体ゴーダンナー!!（葵杏奈）
- シンフォニック=レイン（トルティニタ・フィーネ、アリエッタ・フィーネ）
- DearS（ミゥ〈シーアノスタルレンナグレグユグ・タナスト・ァウセーム・ルキ・ミゥ〉）
- Monochrome（松澤紗耶香）

2005年
- サモンナイトエクステーゼ 夜明けの翼（ルチル）
- 状況開始っ!（長船真織）
- 少女義経伝・弐 〜刻を超える契り〜（佐藤紅葉）
- Sudeki 〜千年の暁の物語〜（シャリス）
- 天外魔境III NAMIDA（白縫姫）
- 天地の門（スイリン）
- Twelve〜戦国封神伝〜（葵・ティエン）
- 舞-HiMEシリーズ（2005年 - 2006年、鴇羽舞衣） - 4作品
- らき☆すた 萌えドリル（柊つかさ）
- わがまま☆フェアリー ミルモでポン! どきどきメモリアルパニック（南楓）

2006年
- うたわれるもの 散りゆく者への子守唄（ユズハ）
- 乙女の事情（鳴海ソフィア）
- ガンパレード・オーケストラ（神海那美）
- キミキス（栗生恵）
- CLANNAD（古河渚）
- Strawberry Panic! GIRLS' SCHOOL IN FULLBLOOM（渚砂）
- ゼーガペイン NOT（クラルカ）
- そしてこの宇宙にきらめく君の詩（エリザベス）
- 転生學園月光録（七瀬由紀）
- パルフェ -Chocolat Second Style-（涼波かすり）
- ひぐらしデイブレイク（竜宮レナ）
- 風雨来記（斉藤夏 / 斉藤冬） - PS2版
- 舞-HiME〜運命の系統樹〜 修羅（鴇羽舞衣）
- 舞-HiME〜爆裂! 風華学園激闘史?!（鴇羽舞衣）
- 舞-HiME 鮮烈! 真風華学園激闘史!!（鴇羽舞衣）
- 舞-乙HiME 乙女舞闘史!!（鴇羽舞衣）
- みんなで鍛える全脳トレーニング（かなえ）
- レッスルエンジェルス SURVIVOR（マイティ祐希子、永沢舞）
- R.O.H.A.N（エルフ女性）

2007年
- リーズのアトリエ 〜オルドールの錬金術士〜（ヒルダ）
- エンジェル・プロファイル（カロリナ）
- Que 〜エンシェントリーフの妖精〜（リト）
- 真・らき☆すた 萌えドリル 〜旅立ち〜（柊つかさ）
- スーパーロボット大戦Scramble Commander the 2nd（葵杏奈）
- スイングゴルフ パンヤ 2ndショット!（ピピン）
- ソウルクレイドル 世界を喰らう者（ドリーシュ）
- ソニックと秘密のリング（シャーラ）
- ひぐらしのなく頃に祭（竜宮レナ）
- びんちょうタン しあわせ暦（ユーカリたん）
- Myself ; Yourself（星野あさみ）
- マブラヴ ALTERED FABLE（篁唯依）

2008年
- アヴァロンコード（ファナ）
- アットゲームズ 声ガチャ 第5弾「みんなであいさつしよう」 / 第6弾「声を組み合わせてみよう!」（女の子編）
- お掃除戦隊くりーんきーぱー（秋葉瑠璃）
- クイズマジックアカデミーDS（ライラ）
- CLANNAD FULL VOICE（古河渚）
- スーパーロボット大戦Z（エィナ / エィナツヴァイ）
- Daylight -朝に光の冠を-（ピカイア・トゥルカナ）
- ティアーズ・トゥ・ティアラ 花冠の大地（モルガン）
- テイルズ オブ ヴェスペリア（エステル）
- ひぐらしのなく頃に絆シリーズ（竜宮レナ）
- ポイズンピンク（ハーシュ）
- 魔界戦記ディスガイア3（魔王プリエ）※ダウンロードコンテンツで登場
- ユグドラ・ユニオン（ユグドラ）
- レッスルエンジェルス サバイバー2（マイティ祐希子、永沢舞）

2009年
- Another Time Another Leaf 鏡の中の探偵（白川菊乃）
- 妹わいふ（白海透子）
- 11eyes CrossOver（吾妻汐音）
- 狼と香辛料 海を渡る風（ノーラ）
- お掃除戦隊くりーんきーぱーH（秋葉瑠璃）
- Canvas3 〜淡色のパステル〜（束原観那）
- 大正野球娘。 〜乙女達乃青春日記〜（小笠原晶子）
- ティアーズ・トゥ・ティアラ外伝 -アヴァロンの謎-（モルガン）
- テイルズ オブ ザ ワールド レディアント マイソロジー2（エステリーゼ）
- ときめきメモリアル4 mobile（井ノ倉葵歩）
- .hack//Link（レナ）
- ひぐらしの哭く頃に 雀（竜宮レナ）
- 羊くんならキスしてあげる☆（知念渚）
- 北斗の拳 ラオウ外伝 天の覇王（レイナ）
- Myself ; Yourself それぞれのfinale（星野あさみ）
- 魔界戦記ディスガイア2 PORTABLE（魔王プリエ）
- ラ・ピュセル†ラグナロック（プリエ / 魔王プリエ）
- ルーンファクトリー3（クルルファ）
- ルミナスアーク3 アイズ（ヴァレリ）
- Wonderland ONLINE -運命の女神-（アテナ）

2010年
- ai sp@ce（古河渚）
- おねがいナイショにしてねKiss（美咲光）
- 君と一緒に（原田泰子）
- Canvas3 〜七色の奇跡〜（束原観那）
- クイズマジックアカデミーDS 〜二つの時空石〜（ライラ）
- .hack//Link（レナ）
- FAIRY TAIL PORTABLE GUILD（ジュビア・ロクサー）
- プリニー2 〜特攻遊戯! 暁のパンツ大作戦ッス!!〜（魔王プリエ）
- 武装神姫 BATTLE MASTERS（アーティル）
- ブレイズ・ユニオン（アイギナ、ルシエナ、ユグドラ）
- マリッジロワイヤル プリズムストーリー（秋田小町）
- メタルファイト ベイブレード 頂上決戦!ビッグバン・ブレーダーズ（メイメイ）
- メタルファイト ベイブレード ポータブル 超絶転生! バルカンホルセウス（メイメイ）

2011年
- Are you Alice?（メアリアン）
- AQUAPAZZA AQUAPLUS DREAM MATCH（モルガン）
- ぎゃる☆がん（黒田ミコ）
- クイーンズゲイト スパイラルカオス（まろん＝まかろん）
- グロリア・ユニオン（ユグドラ、エンリエッタ）
- 忍道2 散華（季判）
- 第2次スーパーロボット大戦Z 破界篇 / 再世篇（エィナツヴァイ）
- テイルズ オブ ザ ワールド レディアント マイソロジー3（エステリーゼ・シデス・ヒュラッセイン）
- デッドエンド Orchestral Manoeuvres in the Dead End（コアトル）
- ナナミの教えてEnglish DS 〜めざせTOEIC TESTマスター〜（レイナ、ハルカ）
- ナナミの教えて英文法 DS 〜基礎から学ぶステップアップ学習〜（レイナ、ハルカ）
- FAIRY TAIL PORTABLE GUILD 2（ジュビア）
- 嫁コレ（竜宮レナ、セルニア＝伊織＝フレイムハート、三好紗耶）
- LEGEND of VALHALLA（葬姫）

2012年
- ぎゃる☆がん PS3版（黒田ミコ）
- ヒーローズファンタジア（鴇羽舞衣）
- FAIRY TAIL ゼレフ覚醒（ジュビア・ロクサー、ジュビア〈エドラス〉）
- フォトカノ（室戸亜岐）
- PROJECT X ZONE（エステル）
- レイトン教授VS逆転裁判（マーダラ・ボーゲン）

2013年
- エンゲージナイツ 〜新約英雄大戦〜（織田信長）
- ガールズ×マジック（村仲紗百合）
- ガールフレンド（仮）（有栖川小枝子）
- ガンダムブレイカー（イベントMC）
- 境界線上のホライゾン PORTABLE（“武蔵”）
- KILLER IS DEAD（小春）
- 幻獣姫（アマテラス）
- X・A・O・C 〜ザオック〜（東道・女性）
- 咲-Saki- 阿知賀編 episode of side-A Portable（宮永照）
- サモンナイト5（ルチル）
- 新星のグランドユニオン（オルトリンデ）
- ダンボール戦機WARS（白小路オトヒメ）
- フォトカノ Kiss（室戸亜岐）
- ファンタシースターオンライン2（追加ボイス)
- マブラヴ オルタネイティヴ トータル・イクリプス（篁唯依中尉）

2014年
- 英雄伝説 碧の軌跡 Evolution（ミレイユ）
- グランブルーファンタジー（2014年 - 2024年、ガイーヌ、エウロペ、エウリュアレー、ナコルル）
- グリモア〜私立グリモワール魔法学園〜（椎名ゆかり）
- 三国志パズル大戦（公孫姫）
- 神撃のバハムート（チェレッタ、ブリジッド）
- 超ヒロイン戦記（竜宮レナ）
- テイルズ オブ ザ ワールド レーヴ ユナイティア（エステル）
- ハイスクールD×D NEW FIGHT（雪蘭）
- 放課後colorful＊step（小日向ハルコ）
- 魔法科高校の劣等生 Out Of Order（市原鈴音）
- ヤタガラス Attack on Cataclysm（エイジャ・ソールズベリー）
- クルセイダークエスト（プレスティーナ）
- 黒蝶のサイケデリカ（紅百合）
- デュラララ!! Relay（贄川春奈）
- 神刻の娘（ヒーラー / 薬師丸心美）
- ひぐらしのなく頃に粋（竜宮レナ）

2015年
- エビコレ フォトカノ Kiss（室戸亜岐）
- クイズRPG 魔法使いと黒猫のウィズ（レナ・イラプション、レナ人形、レナリーナ）
- 幻魔郷ワンダラー（出雲阿国）
- 咲-Saki- 全国編（宮永照）
- ザクセスヘブン リベリオン（室戸氷子）
- スーパーロボット大戦BX（ユキ・ヒイラギ）
- タワー オブ プリンセス（アンネローゼ）
- プリンス・オブ・ストライド（支倉ショーナ）
- PROJECT X ZONE 2:BRAVE NEW WORLD（エステル）
- ポポロクロイス牧場物語（アンナ）

2016年
- アヴァロンΩ（ノア）
- ARIA 〜AQUA RITMO〜（あずさ・B・マクラーレン）
- オルタンシア・サーガ -蒼の騎士団-（ベアトリス）
- クリティカ 〜天上の騎士団〜（エクレア）
- THE KING OF FIGHTERS XIV（ナコルル）
- サムライ ライジング（シノノメ）
- サモンナイト6 失われた境界たち（ルチル）
- 少女たちは荒野を目指す（令子）
- スケ雀刑事（丸山 みなみ）
- 戦国乙女 〜LEGEND BATTLE〜（伊達マサムネ）
- ブレス オブ ファイア6 白竜の守護者たち（アミリア）
- やはりゲームでも俺の青春ラブコメはまちがっている。続（雪ノ下陽乃）
- ラグナストライクエンジェルズ（柊理緒）
- League of Legends（ナミ）
- リング☆ドリーム 女子プロレス大戦（アナ・ペコリータ）
- 灰鷹のサイケデリカ（アリア / 灰の魔女）
- 御城プロジェクト:RE〜CASTLE DEFENSE〜（2016年 - 2022年、一乗谷城、フランケンシュタイン城、ブラン城、湯築城、毛利元就）

2017年
- エンドライド -X fragments-（リーゼロッテ）
- グランマルシェの迷宮（モカ）
- CLOSERS（バイオレット）
- 真・女神転生 DEEP STRANGE JOURNEY（メイビー）
- 戦艦少女R（ライオン）
- テイルズ オブ ザ レイズ（エステル）
- デスティニーオブクラウン（ライリス）
- ファイアーエムブレム ヒーローズ（2017年 - 2025年、エレミヤ、マリカ、サナキ）
- 崩壊学園（ゼーレ・フェレライ）
- ラストピリオド -終わりなき螺旋の物語-（竜宮レナ）
- ワールドクロスサーガ -時と少女と鏡の扉-（織田信長）
- アズールレーン（2017年 - 2023年、赤城）

2018年
- ファイトリーグ（十八番街守護目付 無患寺むつき）
- グランドチェイス -次元の追跡者-（ポセイドン）
- しあわせ荘の管理人さん。（桜井静香）
- ガールズ&パンツァー ドリームタンクマッチ（ルミ）
- 23/7　－トゥエンティースリーセブン－（シャルロッテ・グリム）
- スーパーロボット大戦X（バララ・ペオール）
- エターナルリンケージ（マイア）
- エアリアルレジェンズ（パトラ）
- モンスターコレクト〜時空を旅する冒険記〜（パーシヴァル）
- マギアレコード 魔法少女まどか☆マギカ外伝（2018年 - 2022年、梓みふゆ）
- P.E.T.S.アカデミア（アイシャ）
- SNKヒロインズ 〜Tag Team Frenzy〜（ナコルル）
- ブレイドスマッシュ（ナコルル
- 刀使ノ巫女 刻みし一閃の燈火（羽島江麻）
- ドールズフロントライン（9A-91）
- Sdorica（ヘスティア）
- キングスレイド（シャミーラ）

2019年
- テイルズ オブ ヴェスペリア REMASTER（エステル）
- 白猫プロジェクト（フェイ・エルデ）
- 戯画三国志（左慈）
- チョコボの不思議なダンジョン エブリバディ!（イルマ）
- 永遠の七日（レナ）
- THE KING OF FIGHTERS ALLSTAR（ナコルル）
- SAMURAI SPIRITS / 侍魂オンライン-朧月伝-（ナコルル） - 2作品
- 雀魂（ジニア、カーヴィ、宮永照）
- 崩壊3rd（ゼーレ ・フェレライ）
- 共闘ことばRPG コトダマン（ナコルル）
- セブンズストーリー（古河渚）
- メギド72（2019年 - 2023年、リヴァイアサン、ミノソン）
- 〈物語〉シリーズ ぷくぷく（鑢七実）
- 錬神のアストラル（コンスタンス）
- エンゲージプリンセス（桜姫）

2020年
- ワールドフリッパー（パルフェ）
- コード: ドラゴンブラッド（ノノ）
- 魂器学院（ニニファ）
- アッシュアームズ -灰燼戦線-（篁唯依）
- FAIRY TAIL（ジュビア・ロクサー）
- アークナイツ（ブレイズ）
- ダンジョンに出会いを求めるのは間違っているだろうか〜メモリア・フレーゼ〜（アストレア)
- 英雄伝説 創の軌跡（ミレイユ二尉）
- 浮島物語〜最強刻印士になるストーリー〜（メデューサ）
- ひぐらしのなく頃に 命（竜宮レナ）
- ワールズエンドクラブ（パイ）
- 真・女神転生III NOCTURNE HD REMASTER（泉の聖女）
- スーパーロボット大戦X-Ω（葵杏奈）
- 武装神姫 アーマードプリンセス バトルコンダクター（アーティル）

2021年
- シャイニングニキ（ロロリ）
- 白夜極光（童謡座）
- メンヘラフレシア フラワリングアビス（まつり）
- ファンタジア・リビルド（フェリ・ロス）

2022年
- 逆転オセロニア（マールート）
- チェインクロニクル（エステル）
- チョコボGP（イルマ、ネオクリシェール）
- ソウルタイド（ヴァージナ）
- パズルガールズ（グナイゼナウ）
- 超次元ゲイム ネプテューヌ Sisters vs Sisters（ひぐらしのなく頃にちゃん）
- ブルーアーカイブ -Blue Archive-（2022年 - 2024年、槌永ヒヨリ）
- セガNET麻雀 MJ / Arcade（宮永照） - 2作品
- あんさんぶるスターズ!! Basic / Music（桜河こはく〈幼少期〉） - 2作品
- THE KING OF FIGHTERS XV（ナコルル） - DLC追加キャラクター
- Echocalypse -緋紅の神約-（ウアジェト）
- WAR OF THE VISIONS ファイナルファンタジー ブレイブエクスヴィアス 幻影戦争（アムネリス）

2023年
- とある魔術の禁書目録 幻想収束（木原唯一）
- ルーンファクトリー3スペシャル（クルルファ）
- 火山の娘（娘）
- 崩壊:スターレイル（ゼーレ）
- ネバーアフター〜逆転メルヘン〜（灰かぶり姫・シンデレラ）
- ペルソナ5 タクティカ（安藤真理恵）

2024年
- 東方スペルカーニバル（博麗霊夢）
- ポケモンマスターズEX（ルミタン）
- レゾナンス:無限号列車（アリナ）
- FAIRY TAIL 2（ジュビア・ロクサー）

2025年
- 勝利の女神:NIKKE（マナ）
- ファンタジーライフi グルグルの竜と時を盗む少女（シュシュ、リラ）
- ドラゴンボールZ カカロット（ブルマ〈ミニ〉）

### ドラマCD
- Are you Alice? シリーズ
  - Are you Alice? Call me.（メアリアン）
  - Are you Alice? unbirthday #001 - 006（アリス＝リデル）
- アイドルマスター XENOGLOSSIA シリーズ（秋月律子）
  - アイドルマスター XENOGLOSSIA オリジナルドラマvol.1 - 2
- あっくんとカノジョ（片桐月実[273]）
- あっちこっち（春野姫）
- あの娘にキスと白百合を ドラマCD3 ディアマイガーデン（三田十和子[274]）
- アンバランス×2（杉原麻衣）
- いちばんうしろの大魔王 VOL.1・2（曽我けーな）
- うたわれるもの シリーズ（ユズハ）
  - うたわれるもの〜トゥスクルの皇后〜
  - うたわれるもの〜トゥスクルの内乱〜
  - うたわれるもの〜トゥスクルの財宝〜
  - うたわれるもの〜魁!!うたわれ学園〜
- 初恋予報。 ドラマCD（椎名雪）
- 英雄伝説 碧の軌跡〜未来へ続く道〜（ミレイユ准尉）
- えびてん 公立海老栖川高校天悶部（金森羽片）
- L♥DK（大家さん）※コミックス第8巻ドラマCD付き特装版
- おとめ妖怪 ざくろ シリーズ（ざくろ〈西王母桃〉）
  - おとめ妖怪 ざくろ ドラマCD 活劇音盤 〜さき、共々と〜
  - おとめ 妖怪ざくろ ※コミックス第8巻ドラマCD付限定版[275]
- おねがい☆ツインズ みずほ先生とはちみつ♥ツインズ ドラマアルバム（宮藤深衣奈）
  - おねがい☆ツインズ 1 - 3時間目
- かつて魔法少女と悪は敵対していた。（深森白夜[276]）
- かみさまのいうとおり!（安倍まりあ）
- カレイドスター シリーズ（メイ・ウォン）
  - 明日の すごい カレイドスター・アリエスステージ
  - 明日の すごい カレイドスター・トーラスステージ
- 観測不能な雨中のコンビニ（天森春美）
- キーリ（キーリ）
- 君は僕の虜なれ（葛城偲倚）
- 禁断☆放課後の恋人2〜先生と、ふたりきり〜（七月梨佳）
- CLANNAD シリーズ（古河渚）
  - CLANNAD -クラナド- Vol.1 - 3
  - CLANNAD 光見守る坂道で 第1 - 4巻
- Close to 〜祈りの丘〜（汐見翔子）
- 月刊少女野崎くん（鹿島遊）
  - TVアニメ「月刊少女野崎くん」ドラマCD 〜秋編〜 / 〜冬編〜[277][277]
- サーバント×サービス（三好紗耶[278]）※コミックス2巻ドラマCD付き特装版
- ジャッジメントちゃいむ（神凪さゆか）
- 私立!三十三間堂学院（芦原真奈）
- 神魂合体ゴーダンナー!! 第1・2巻（葵杏奈）
- S・L・H ストレイ・ラブ・ハーツ! ドラマCD 第1巻（梢ひよき）
- 世界めいわく劇場 童話「マッチ売りの少女」（綾瀬真紀）
- sola（森宮蒼乃）
- 高嶺と花（野々村縁）
  - 2015年19号付録「耳で恋するドラマCD」（2015年）
  - 単行本第13巻ドラマCD付き限定版（2019年）
- 月は闇夜に隠るが如く（信乃〈若年期〉）
- ドラマCD「テイルズ オブ ヴェスペリア」第1 - 6巻（エステル）
- 東京★イノセント（一条寺メイ）
- 東方妖遊記 -少年王と第一の盟約-（莉由）
- .hack//黄昏の腕輪伝説（レナ）
- 亡き少女の為のパヴァーヌ（室戸香美）
- 不問語（鑢七実）
- 猫神やおよろず（柚子）
- 悩殺ジャンキー（蕪木那伽）
- バカとテストと召喚獣 Vol.1・2（姫路瑞希）
- 初恋姉妹（千夏）
- beatmania IIDX spin-off drama ROOTS26S[suite] Vol.1（水城セリカ）
- Fairy-AID CD Theater vol.5 Arisa（2022年、沢村凛子[279]）
- 光と水のダフネ ネレイスファミリー劇場（水樹マイア）
- ひぐらしのなく頃に シリーズ（竜宮レナ）
- FINAL Φ FICTION　喜歌劇（ファイナルフィクション オペレッタ）（端ノ木 璃里理）
- BLOOD ALONE シリーズ（湊ミサキ）
- 僕は妹に恋をする（結城郁）
- 舞-HiME シリーズ（鴇羽舞衣）
  - 舞-HiME 実録! 『裏』風華学園史 第一・二章
  - 舞-乙HiME ミス・マリアはみてた〜ガルデローベ裏日誌 Vol.1・2
  - 舞-HiME★DESTINY 〜龍の巫女〜『嵐の転入生/運命の扉』
- 舞姫恋風伝 シリーズ（崔愛鈴）※初回限定特装版付属ドラマCD
  - 舞姫恋風伝〜廃城の反乱〜
  - 舞姫恋風伝〜花片小話〜
- 魔法少女リリカルなのはStrikerS サウンドステージ 01 - 04（ティアナ・ランスター）
- まほらば ドラマCD版（蒼葉梢）
- 身代わり伯爵の冒険（セシリア）
- 美鳥の日々（春日野美鳥）
- らき☆すた ドラマCD版（柊つかさ）
- 落花流水 シリーズ（葉山秋穂）
  - 落花流水
  - 落花流水 バラエティCD
- リバース/エンド（クズノハ）
- 龍の花わずらい（シャクヤ）
- れでぃ×ばと!（セルニア=伊織=フレイムハート）
- WORKING!!（伊波まひる）

### ラジオドラマ
- 『LuviniaSaga』ラジオドラマ（エリィ・ロサリンド）
  - 第1章〜第4章
  - 楽屋裏話 大女優エリィ
- TBSラジオ エブ★ラジ 夜の連続スマホ小説「黒しろ恋模様」[280]
- 日本生命 presents パートナーズ!〜私と僕の明日物語〜（御徒町リサ[281]）

### 吹き替え

#### 映画
- マンディ・レイン 血まみれ金髪女子高生（2006年、クロエ〈ホイットニー・エイブル〉）
- セブンデイズ（2007年、ウニョン〈イ・ラヘ〉）
- チャーリーとパパの飛行機（フランス語版）（2007年、メルセデス）
- 水の中のつぼみ（2008年、マリー〈ポーリーヌ・アキュアール〉）
- イップ・マン（2013年、チョン・ウィンセン〈セシリア・ハン〉）
- 男たちの挽歌（2013年、ジャッキー〈エミリー・チュウ〉）※BD版
- TAICHI/太極 ゼロ（2013年、クレア）
- ヤングマスター 師弟出馬（2014年、シューラン〈リリー・リー〉[282]）※新録版
- アンリミテッド（2015年、ニキ〈マリー・アヴゲロプロス〉）
- 朝鮮魔術師（2017年、ポウム〈チョ・ユニ〉）
- 人魚姫（2017年、ルオラン〈キティ・チャン〉）
- ハードコア（2017年、エステル〈ヘイリー・ベネット〉）
- ブロンズ! 私の銅メダル人生（2017年、ホープ〈メリッサ・ラウシュ〉）
- Mr.&Mrs. スパイ（2017年、カレン・ガフニー〈アイラ・フィッシャー〉）
- ウェディング・バトル アウトな男たち（2018年、ステファニー〈ゾーイ・ドゥイッチ〉）
- タイタン（2018年、フライア〈アギネス・ディーン〉）
- クレイジー・リッチ!（2018年、レイチェル・チュウ〈コンスタンス・ウー〉）
- クライアント・リスト ザ・ムービー（サム・ホートン〈ジェニファー・ラブ・ヒューイット〉）

#### ドラマ
- コールドケース4 #20（2005年、1997年のセレステ）
- 海雲台の恋人たち（2013年、イ・グァンスン〈ソヨン〉）
- イップ・マン（2013年、チョン・ウィンセン〈セシリア・ハン〉）
- 謀りの後宮（2014年、孟凡〈リュウ・ティンユー〉）
- いつだってベストフレンド（2016年 - 2017年、シェルビー・マーカス〈ローレン・テイラー〉）
- スクリーム・クイーンズ（2017年、リビー・パットニー / シャネル5番〈アビゲイル・ブレスリン〉）
- スーパーナチュラル シーズン12 #5（2017年）
- ゼルダ 〜すべての始まり〜 #1,2,3,10（2017年）
- FAMOUS IN LOVE シーズン1 #2,3,7,10（2018年）
- クライアント・リスト（ライリー・パークス 〈 ジェニファー・ラブ・ヒューイット 〉）
- トワイライトゾーン シーズン1 #7（2021年）
- CREEP SHOW #6（2021年、ケリー）
- コンサルタント（2023年、パティ〈エイミー・カレロ〉）

#### アニメ
- シーラとプリンセス戦士（2018年 - 2020年、シーラ/アドーラ）
- ボス・ベイビー（2018年、ステイシーの母[283]）※劇場公開版
- ドラゴン王子（サライ）

### ラジオ
複数局で放送されている番組はキー局の放送日による。インターネットラジオの場合は更新日。
- VOICE CREW（NACK5：2000年10月8日 - 2001年4月1日）
- 愛日・麻衣のあい♥まいSTATION（東海ラジオ他：2001年4月 - 2002年3月）
- ラジオどっとあい 中原麻衣の宇宙にいるよ（BBQR：2001年4月 - 2001年6月）
- Go!Go!タマサブロー!（文化放送：2002年10月 - 2003年3月→ネット放送に移行）
- 祥太郎、麻衣・CURE HOUSE（FM-FUJI、東海ラジオ他：2002年4月4日 - 2007年3月25日）
- おねがいツインズ・みずほ先生とはちみつツインズ（ラジオ大阪、TBSラジオ、信越放送：2003年7月2日 - 2004年3月28日）
- 天外ラヂヲ〜黄金国伝説（文化放送：2003年10月5日 - 2004年6月27日）
- 美鳥のLOVEダイアリー（ラジオ大阪、TBSラジオ：2004年1月3日 - 2004年9月25日/BEAT☆Net Radio!：2004年5月21日 - 2004年10月1日）
- 中原麻衣・岩田光央のラジオネレイス（インターネット放送：2004年2月11日 - 2004年9月4日）
- a-FANFAN 中原麻衣の小意気なREFRESHER!（USEN：2004年2月13日 - 2004年夏)
- DearS×DearS =でぃあ×でぃあ（ラジオ大阪、TBSラジオ、信越放送：2004年4月4日 - 2004年12月19日/BEAT☆Net Radio!：2004年5月21日 - 2005年3月25日）
- 舞-HiMEラジオ 風華学園放送部（ラジオ大阪、TBSラジオ：2004年4月4日 - 2005年3月27日/BEAT☆Net Radio!：2004年5月21日 - 2005年4月1日/信越放送 2005年1月2日 - 2005年3月27日）
- aiステーション 中原麻衣の小意気なリフレッシャー（USEN：2004年秋 - 2013年3月18日）
- 中原麻衣・ゆうまおの@ミニシアター（ラジオ大阪：2005年4月 - 2005年6月/ランティスウェブラジオ：本放送は2005年4月 - 2005年10月。以後不定期配信となり2006年2月から休止中）
- あいまいなオカピ（ラジオ大阪、ラジオ日本：2005年4月10日 - 2006年12月31日）
- 中原麻衣と金田朋子の熱ラジ。（音泉：2005年7月5日 - 2005年9月13日）
- たくろあ航海日誌（BEAT☆Net Radio!：プレ放送は2005年10月21日と28日。本放送は2005年11月4日 - 2006年6月30日）
- ストロベリー・パニック!〜お姉様といちご♥そうどう〜（ランティスウェブラジオ：2005年11月1日 - 2006年12月26日）
- RADIOアニメロミックス〜ひぐらしのなく頃に編〜（文化放送・東海ラジオ・ABCラジオ：2006年11月4日 - 2006年12月30日）〜ひぐらしのなく頃に こぼれ話編〜（アニメイトTV：2006年11月10日 - 2007年1月5日）
- Webラジオ「ひぐらしのなく頃に」猿回し編（アニメイトTV Web：2007年2月1日 - 2007年7月19日）
- ひぐらしのなく頃に解〜夜更し編〜（文化放送 A&G 超RADIO SHOW〜アニスパ!〜内番組：2007年7月7日 - 2007年9月29日）
- Webラジオ「ひぐらしのなく頃に」皿回し編（アニメイトTV Web：2007年8月2日 - 2008年1月22日）
- そらいろらじお in キャララジオ（キャララジオ：2007年2月2日 - 2007年2月23日）
- そらいろらじお（6月度パーソナリティ）（BEAT☆Net Radio!・ランティスウェブラジオ：2007年6月1日 - 2007年6月29日）
- 渚と早苗のおまえにレインボー（音泉・アニメイトTV：2007年10月5日 - 2008年10月3日）
- 乙女ユニオン結成!麻衣とゆいのユグドラジオ（音泉：2007年12月21日 - 2008年2月15日）
- Webラジオ「ひぐらしのなく頃に」皆回し編（竜宮レナ）（アニメイトTV Web：2008年4月10日 - 2008年12月10日）
- 渚と早苗と秋生のおまえにハイパーレインボー（音泉・アニメイトTV・バンダイチャンネル：2008年10月10日 - 2009年4月10日）
- ラジオ トータル・イクリプス（文化放送：2009年1月4日 - 2013年3月29日）
- 「ひぐらしのなく頃に礼」ラジオステーション・出張版（アニメイトTV：2009年4月8日 - 2009年6月24日）
- おしゃべりやってま〜す第3放送（K'z Station：2009年4月22日 - 2014年12月24日）
- 大正野球娘。浪漫ちっくラジオ（ランティスウェブラジオ／音泉：2009年5月27日 - 2009年10月28日）
- Webラジオ「テイルズリング・ヴェスペリア」（アニメイトTV：2009年6月25日 - 2009年12月25日）
- 創刊!コミック アース・スター 編集会議（コミック アース・スターWebサイト：2010年8月16日 - 2011年3月31日）
- 魔導士ギルド放送局 やりすぎソーサラー!（HiBiKi Radio Station:2011年2月11日 - 2013年4月19日）
- ひぐらしのなく頃に煌 笑話し編（アニメイトTV Web：2011年5月11日 - 2012年2月29日）
- 中原麻衣と浅倉杏美のらぶえんじぇる（超!A&G+：2011年10月8日 - 2014年4月5日）
- おしゃべりやってま〜すF（K'z Station：2015年1月13日 - 2015年6月30日）
- おしゃべりやってま〜すS（K'z Station：2015年7月7日 - 2019年）
- もどってきた!?たくろあ航海日誌（BANDAI VISUAL CLUB：2015年11月4日・2015年12月24日）
- ひぐらしのなく頃に 廿回し編（音泉：2020年 - 2021年）[284]

### ラジオCD
- 中原麻衣・ゆうまお@ミニシアター 〜恋愛の理想と現実編〜（2005年8月3日/LACA-5417）
- 『うたわれるものらじお』特別盤（うたわれるものアニメDVDとPS2版ゲームの購入特典）
- アニ店特急 2008年冬（ラジオゲスト/ラジオドラマにも中井原麻衣役で参加）
- ちゃお★ちゃおチャンネル（『ちゃお』の付録）ミルモでポン-南楓役

### デジタルコミック
- VOMIC CRASH!（2008年、白星花[285]）
- VOMIC いぬまるだしっ（2009年、すずめちゃん[285]）
- VOMIC うそつきリリィ（2011年、芦屋小町[285]）
- VOMIC 食戟のソーマ（2013年、薙切えりな[286]）

### 舞台
- タンバリンプロデューサーズ公演「恋する、プライオリティシート」（2014年4月16日 - 20日、吉祥寺シアター）
- 怪し会[287]
  - 怪し会 in 松江（2014年7月27日、金華山 洞光寺）
  - 怪し会〜漆〜（2014年8月28日 - 31日、もっとい不動 密蔵院）
  - 怪し会〜八雲〜 in 東京（2015年8月27日 - 30日、もっとい不動 密蔵院）
  - 怪し会〜八雲〜 in 松江（2015年9月12日 - 13日、金華山 洞光寺）
  - 怪し会〜八雲〜 2017（2017年9月2日 - 3日、金華山 洞光寺）
  - 怪し会〜拾〜（2018年3月28日 - 4月2日、もっとい不動 密蔵院）[288]

### ASMR
- 超純情! サキュバス三姉妹!! 次女.夜見撫子（よるみなでしこ）の場合（2021年、夜見撫子（次女）[289][290]）

### パチンコ・パチスロ
- サムライスピリッツ鬼（ナコルル）
- CR戦国乙女・CR戦国乙女2（伊達マサムネ）
- CR舞-HiME（鴇羽舞衣）
- パチスロ舞-HiME（鴇羽舞衣）
- パチスロ快盗天使ツインエンジェル3（エリス・フィリウス）
- パチスロ・極楽パロディウス（ひかる）
- パチスロひぐらしのなく頃に祭（竜宮レナ）
- パチスロ・真田純勇士すぺしゃる（猿飛佐助）
- ぱちんこ いくさの子（時期未定、胡蝶[291]）
- スマスロ マギアレコード 魔法少女まどか☆マギカ外伝（2025年、梓みふゆ）
- e マギアレコード 魔法少女まどか☆マギカ外伝（2025年、梓みふゆ）

### その他コンテンツ
- まるみえ☆みっくすJUICE（インターネットTV、2002年10月 - 2003年3月）
- アニメTV（レポーター - 2004年3月）
- ゆりかもめ・駅構内音声案内アナウンス - 有明駅
- バンダイビジュアル第24期定時株主総会 - 事業報告VTRナレーション（2007年5月19日開催）
- 女子アナ一直線! - 実写テレビドラマ。第8話に本人役でゲスト出演。
- 映画 ひぐらしのなく頃に 特報スペシャル（ナレーター）
- CM 日本ナレーション演技研究所（顔出し出演）
- 狼と香辛料 ビジュアルノベル『狼と香辛料 狼と金の麦穂』付属DVD「第0幕 狼と琥珀色の憂鬱」（ノーラ・アレント）
- シールオンライン（みっき〜、2009年）
- ハンゲーム・パチンコDX『ちょーりょーばっこ!!』（茨木童子）
- ブログ妖精ココロモバイル（ココロ）
- Club AT-X だぶるあ〜る（AT-X） - 2010年2月コーナーMC。
- 眠れないCDシリーズVol.3 「妹にまとわりつかれて眠れないCD」（静香）
- 眠れないCDシリーズVol.9 「双×萌 FUTAMOE 〜双子の女の子が萌え萌えで眠れないCD〜」（藤宮雫）
- ときドキ時計（仙台梨々子〈女教師〉、琉球柚杞〈怪盗奥様〉）
- セイウチ・ビジネス・スタジアム（テレビ東京、ナレーション、リポーター〈顔出し〉）
- 最強のちやほやフェア『だから恋とよばないで』（心）
- ぼいすた!（BS-TBS、2011年4月3日放送回ゲスト）
- 宝探し 〜至高のペルソナ〜 in マザー牧場（2012年）
- 怪盗グルーのミニオン危機一発（ミニオン・ジェリー）
- 漫画「こえたま」（コミック アース・スター）原案
- 『魔法使いなら味噌を喰え!』プロモーションアニメ（セレスティーヌ）
- スーパーシェフに出会える名宿SP（テレビ東京系、2013年6月9日放送。日髙のり子とコンビを組んで出演）
- ティーチャー（舞台、シアターグリーン、2013年7月19日 - 28日）
- Go!プリンセスプリキュアミュージカルショー プリンセスランドをすくえ！（白雪姫）
- Thunderbolt Fantasy 東離劍遊紀（2016年 - 2021年、丹翡[292]） - 3シリーズ
- ダンガンロンパ3-The End of 希望ケ峰学園-事前特番（TOKYO MX/BS11/AT-X/2016年7月7日）
- 神奈川県広報動画「ストップ！おまかせ下水道!!」ナレーション（2019年9月8日）[293]
- 躍動する大自然「木曽三川〜川と人が織りなした物語〜」（2021年12月23日、NHK BS1） - ナレーション
- ありふれた職業で世界最強 ボイスドラマ（2024年、リューティリス・ハルツィナ）

## ディスコグラフィ

### シングル
|     | 発売日        | タイトル                  | 規格品番  | オリコン 最高位 |
| --- | ------------- | ------------------------- | --------- | --------------- |
| 1st | 2004年11月3日 | ロマンス                  | LACM-4163 | 圏外            |
| 2nd | 2005年3月2日  | エチュード                | LACM-4181 | 圏外            |
| 3rd | 2006年2月8日  | ふたりぼっち/モノクローム | LACM-4246 | 77位            |
| 4th | 2007年5月23日 | アネモネ                  | LACM-4371 | 67位            |
| 5th | 2009年9月30日 | Sweet Madrigal            | LASM-4026 | 93位            |
| 6th | 2010年2月10日 | my starry boy             | LHCM-1075 | 103位           |

#### 配信シングル
1. My Days
2. 恋はまじかる

#### コラボレーション・シングル
| 枚  | 発売日        | 商品名       | アーティスト      | 規格品番  | オリコン 最高位 |
| --- | ------------- | ------------ | ----------------- | --------- | --------------- |
| 1st | 2006年5月24日 | 秘密ドールズ | 中原麻衣 & 清水愛 | LACM-4263 | 42位            |
| 2nd | 2006年8月23日 | 苺摘み物語   | 中原麻衣 & 清水愛 | LACM-4286 | 43位            |

### アルバム

#### オリジナルアルバム
|     | 発売日        | タイトル           | 規格品番  | オリコン 最高位 |
| --- | ------------- | ------------------ | --------- | --------------- |
| 1st | 2005年5月11日 | ミニシアター       | LACA-5380 | 192位           |
| 2nd | 2008年6月25日 | メトロノームエッグ | LACA-5785 | 177位           |
| 3rd | 2010年9月22日 | 彗星スクリプト     | LASA-5054 | 270位           |

#### ミニアルバム
|     | 発売日        | タイトル     | 規格品番  | オリコン最高位 |
| --- | ------------- | ------------ | --------- | -------------- |
| 1st | 2004年2月4日  | ホームワーク | LACA-5251 |                |
| 2nd | 2006年9月27日 | ファンタジア | LACA-5566 | 137位          |

#### コラボレーション・アルバム
| 枚  | 発売日         | 商品名    | アーティスト      | 規格品番  | オリコン 最高位 |
| --- | -------------- | --------- | ----------------- | --------- | --------------- |
| 1st | 2006年12月25日 | Chronicle | 中原麻衣 & 清水愛 | LHCA-5058 | 104位           |

### 映像作品
| 発売日       | タイトル         | 販売形態 | 規格品番  | オリコン 最高位 |
| ------------ | ---------------- | -------- | --------- | --------------- |
| 2005年?月?日 | ミニシアター+One | DVD      | LAPP-1004 | 圏外            |

### タイアップ曲
| 楽曲                 | タイアップ                                                                                             | 時期   |
| -------------------- | --- | ------ |
| 宿題                 | 『ゴクラク!もえもえステーション』枠内のラジオ番組『美鳥の日々 美鳥のLOVEダイアリー』オープニングテーマ | 2004年 |
| 一雫                 | テレビアニメ『美鳥の日々』挿入歌                                                                       | 2004年 |
| ヒロイン             | インターネットラジオ番組『中原麻衣・ゆうまおの@ミニシアター』オープニングテーマ                        | 2005年 |
| マグカップ           | インターネットラジオ番組『中原麻衣・ゆうまおの@ミニシアター』第1期エンディングテーマ                   | 2005年 |
| ひとやすみこいやすみ | インターネットラジオ番組『中原麻衣・ゆうまおの@ミニシアター』第2期エンディングテーマ                   | 2005年 |
| ふたりぼっち         | インターネットラジオ番組『たくろあ航海日誌』テーマソング                                               | 2006年 |
| モノクローム         | テレビアニメ『タクティカルロア』エンディングテーマ                                                     | 2006年 |
| そばにいるよ         | PlayStation 2用ゲームソフト『ストロベリー・パニック!』エンディングテーマ                               | 2006年 |
| アネモネ             | テレビアニメ『かみちゃまかりん』第1期エンディングテーマ                                                | 2007年 |
| my starry boy        | テレビアニメ『れでぃ×ばと!』エンディングテーマ                                                         | 2010年 |

### 他参加作品
| 発売日        | 商品名                                                         | 歌                                                                             | 楽曲                                                     | 備考                                                          |
| ------------- | -------------------------------------------------------------- | ------------------------------------------------------------------------------ | -------------------------------------------------------- | ------------------------------------------------------------- |
| 2001年6月27日 | OtasasaTV Disk1                                                | 岩田光央、関智一、桑島法子、川澄綾子、豊口めぐみ、中原麻衣、中世明日香、時田光 | 「Maybe Right」                                          | ラジオ番組『超機動放送アニゲマスター』オープニングテーマ      |
| 2001年6月27日 | OtasasaTV Disk2                                                | 中原麻衣、中世明日香                                                           | 「ニコピョンLOVE」                                       | ラジオ番組『超機動放送アニゲマスター』エンディングテーマ      |
| 2005年8月3日  | 中原麻衣・ゆうまおの@ミニシアター 〜恋愛の理想と現実編〜       | 中原麻衣、ゆうまお                                                             | 「Party!」                                               | ラジオ番組『中原麻衣・ゆうまおの@ミニシアター』関連曲         |
| 2006年9月21日 | PS2用ゲーム ストロベリー・パニック! オリジナルサウンドトラック | 中原麻衣                                                                       | 「そばにいるよ」                                         | PS2用ゲームソフト『ストロベリー・パニック』エンディングテーマ |
| 2013年12月7日 | 6COLORS〜SEASIDE LIVE FES 2013                                 | 中原麻衣、浅倉杏美                                                             | 「Innocent Lover」 「Together」 「明日の花」 「Dreamer」 | 番組合同イベント『SEASIDE LIVE FES 2013』関連曲               |

### キャラクターソング
| 発売日   | 商品名 | 歌 | 楽曲 | 備考 |
| 2002年   | 2002年 | 2002年 | 2002年 | 2002年 |
| -------- | --- | --- | --- | --- |
| 2月6日   | Success, success                                                                                          | nana×nana | 「Success, success」 | テレビアニメ『七人のナナ』オープニングテーマ                                                                |
| 5月27日  | 七人のナナ 〜side story of nana〜 音楽の時間                                                              | ナナさま（中原麻衣） | 「Re Born（リボン）」 | テレビアニメ『七人のナナ』関連曲                                                                            |
| 5月27日  | 七人のナナ 〜side story of nana〜 音楽の時間                                                              | nana×nana | 「Birdie, birdie (nana×nana Ver.)」 | テレビアニメ『七人のナナ』関連曲                                                                            |
| 6月8日   | 七人のナナ オリジナルサウンドトラック 〜side story of nana II〜                                           | nana×nana | 「Success, success」 | テレビアニメ『七人のナナ』関連曲                                                                            |
| 8月28日  | プリティ・ケーキ・マジック/ミルモのワルツ                                                                 | kaede（中原麻衣）、Cheek Fairy（小桜エツ子） | 「プリティ・ケーキ・マジック」 | テレビアニメ『わがまま☆フェアリー ミルモでポン!』オープニングテーマ                                         |
| 8月28日  | プリティ・ケーキ・マジック/ミルモのワルツ                                                                 | kaede（中原麻衣） | 「ミルモのワルツ」 | テレビアニメ『わがまま☆フェアリー ミルモでポン!』エンディングテーマ                                         |
| 11月21日 | 円盤皇女ワるきゅーレ ワルキューレ宇宙大歌劇                                                               | 真田さん（田中理恵）、侍女部隊 | 「侍女部隊隊歌」 | テレビアニメ『円盤皇女ワるきゅーレ』関連曲                                                                  |
| 11月21日 | 円盤皇女ワるきゅーレ ワルキューレ宇宙大歌劇                                                               | 時乃湯従業員一同 | 「カーテン・コール〜フィナーレよりも華やかな〜」 | テレビアニメ『円盤皇女ワるきゅーレ』関連曲                                                                  |
| 2003年   | | | | |
| 3月21日  | .hack//黄昏の腕輪伝説 Character Song & Story                                                              | シューゴ（皆川純子）、レナ（中原麻衣） | 「Travel In Mind」 | テレビアニメ『.hack//黄昏の腕輪伝説』関連曲                                                                 |
| 3月21日  | .hack//黄昏の腕輪伝説 Character Song & Story                                                              | レナ（中原麻衣） | 「Dawn（レナ・ヴァージョン）」 | テレビアニメ『.hack//黄昏の腕輪伝説』関連曲                                                                 |
| 3月26日  | 宇宙百華                                                                                                  | 夏輪ひまわり（中原麻衣） | 「Mr. Linesman」 | テレビアニメ『妄想科学シリーズ ワンダバスタイル』関連曲                                                     |
| 4月23日  | ハッピー♡ラッキー 〜お願いミルモ〜                                                                        | kaede-chan（中原麻衣） | 「ハッピー♡ラッキー 〜お願いミルモ〜」 「13色目のFairy」 | テレビアニメ『わがまま☆フェアリー ミルモでポン!』関連曲                                                     |
| 4月23日  | 花鳥風月マウスでChu!                                                                                      | メイ（井上喜久子）、弥生（福井裕佳梨）、葉月（中原麻衣） | 「Sexy Exercise 〜マウスガールのテーマ〜」 | テレビアニメ『MOUSE』関連曲                                                                                 |
| 6月25日  | わがまま☆フェアリーミルモでポン! デュエットシリーズ vol.1                                                 | kaede-chan（中原麻衣） | 「笑顔の花束」 | テレビアニメ『わがまま☆フェアリー ミルモでポン!』関連曲                                                     |
| 6月25日  | わがまま☆フェアリーミルモでポン! デュエットシリーズ vol.1                                                 | 南楓（中原麻衣）、ミルモ（小桜エツ子） | 「PRECIOUS MOMENT」 | テレビアニメ『わがまま☆フェアリー ミルモでポン!』関連曲                                                     |
| 6月25日  | PS2ゲームソフト『ワンダバスタイル〜突撃! みっくす生JUICE』先行ミニアルバム                                | 夏輪ひまわり（中原麻衣） | 「涙色、中央線」 | テレビアニメ『妄想科学シリーズ ワンダバスタイル』関連曲                                                     |
| 8月27日  | おねがい☆ツインズ イメージサウンドトラック Soleil                                                         | 宮藤深衣奈（中原麻衣） | 「予感のハーモニー」 | テレビアニメ『おねがい☆ツインズ』関連曲                                                                     |
| 11月27日 | 行くよ? Lucky Wave                                                                                        | 宮藤深衣奈（中原麻衣）、小野寺樺恋（清水愛） | 「行くよ? Lucky Wave」 「Magic Night」 | ラジオドラマ『おねがい☆ツインズ みずほ先生とはちみつ♡ツインズ』主題歌                                       |
| 12月21日 | PRECIOUS MOMENT                                                                                           | 南楓（中原麻衣）、ミルモ（小桜エツ子） | 「PRECIOUS MOMENT」 | テレビアニメ『わがまま☆フェアリー ミルモでポン!』エンディングテーマ                                         |
| 2004年   | | | | |
| 1月21日  | カンパイ! 旅立ちの日                                                                                      | 夏輪ひまわり（中原麻衣） | 「Mr. Linesman」 | テレビアニメ『妄想科学シリーズ ワンダバスタイル』関連曲                                                     |
| 1月23日  | ワンダバスタイル 突撃! みっくす生JUICE VOCAL ALBUM                                                        | 夏輪ひまわり（中原麻衣） | 「涙色、中央線」 「月夜華」 「迷い酒」 | PS2用ゲームソフト『ワンダバスタイル 突撃!』関連曲                                                           |
| 2月25日  | フェアリーコンサート 〜みんなで歌おう童謡まつり〜                                                         | 南楓（中原麻衣） | 「Fun! Fun! ★ふぁんたじー 〜楓バージョン〜」 | テレビアニメ『わがまま☆フェアリー ミルモでポン!』関連曲                                                     |
| 3月24日  | あなたと言う時間                                                                                          | マイア（中原麻衣） | 「左胸のポケットに」 「七色の言葉」 | テレビアニメ『光と水のダフネ』挿入歌                                                                        |
| 5月26日  | 恋のJET SHOOTER                                                                                           | PoppinS | 「恋のJET SHOOTER」 「SukiSuki☆Moon」 | PS2用ゲームソフト『DearS』主題歌                                                                            |
| 5月26日  | シンフォニック＝レイン ボーカルアルバム『RAINBOW』                                                        | トルティニタ（中原麻衣） | 「秘密」 「いつでも微笑みを」 | PCゲーム『シンフォニック=レイン』関連曲                                                                     |
| 7月14日  | わがまま☆フェアリー ミルモでポン! キャラクターソングシリーズ2                                             | 南楓（中原麻衣）、日高安純（ひと美） | 「あなたがいるから」 | テレビアニメ『わがまま☆フェアリー ミルモでポン!』エンディングテーマ                                         |
| 7月22日  | Parade | 鴇羽舞衣（中原麻衣）、玖我なつき（千葉紗子）、美袋命（清水愛） | 「Parade」 「私立風華学園校歌 〜水晶の守り〜」 | 『舞-HiMEラジオ 風華学園放送部』主題歌                                                                      |
| 8月4日   | 舞-HiME キャラクターソング Vol.1 愛しさの交差点                                                           | 鴇羽舞衣（中原麻衣） | 「愛しさの交差点」 | テレビアニメ『舞-HiME』関連曲                                                                               |
| 8月25日  | HAPPY COSMOS                                                                                              | PoppinS | 「HAPPY COSMOS」 「地球にぴんぽ〜ん？」 | テレビアニメ『DearS』関連曲                                                                                 |
| 9月23日  | DearS オリジナルサウンドトラック                                                                          | PoppinS | 「HAPPY COSMOS (short edit)」 | テレビアニメ『DearS』関連曲                                                                                 |
| 10月6日  | わがまま☆フェアリー ミルモでポン!〜わんだほう〜ミルモでベスト!てんこもりだぜぃ                            | 南楓（中原麻衣） | 「クローバー」 | テレビアニメ『わがまま☆フェアリー ミルモでポン!』関連曲                                                     |
| 10月27日 | PoppinS SIZE                                                                                              | PoppinS | 「HAPPY COSMOS【CRAZY ORCHESTRA MIX】」 「地球にぴんぽ〜ん?【PP style】」 「恋のJET SHOOTER【yadabaka mix】」 「さらっちゃって流れ星」 「Suki Suki☆Moon【GARDEN mix】」 「PingPongLoop」 | テレビアニメ『DearS』関連曲                                                                                 |
| 12月8日  | わがまま☆フェアリー ミルモでポン! キャラクターソングシリーズ3                                             | 南楓（中原麻衣）、結木摂（徳本恭敏） 、日高安純（ひと美）、松竹香（保志総一朗） | 「Ring Ring Christmas」 | テレビアニメ『わがまま☆フェアリー ミルモでポン!』関連曲                                                     |
| 12月22日 | わがまま☆フェアリー ミルモでポン! キャラクターソングシリーズ4                                             | 南楓（中原麻衣）、リルム（麻績村まゆ子） | 「ふたりゴト」 | テレビアニメ『わがまま☆フェアリー ミルモでポン!』関連曲                                                     |
| 2005年   | | | | |
| 2月23日  | 舞-HiME キャラクターボーカルアルバム Vol.1: 初恋方程式第1楽章                                             | 鴇羽舞衣（中原麻衣） | 「ハピネス」 | テレビアニメ『舞-HiME』関連曲                                                                               |
| 5月24日  | わがまま☆フェアリー ミルモでポン! 〜わんだほう〜 ミルモでベスト! 最高だぜい                               | 南楓（中原麻衣）、ミルモ（小桜エツ子） | 「一緒にいよう」 | テレビアニメ『わがまま☆フェアリー ミルモでポン!』エンディングテーマ                                         |
| 5月24日  | わがまま☆フェアリー ミルモでポン! 〜わんだほう〜 ミルモでベスト! 最高だぜい                               | 南楓（中原麻衣）、リルム（麻績村まゆ子） | 「ふたりゴト」 | テレビアニメ『わがまま☆フェアリー ミルモでポン!』エンディングテーマ                                         |
| 7月21日  | あまえないでよっ!! さんとら夏盤                                                                           | あまえ隊っ! | 「あふれてゆくのはこの気持ち」 | テレビアニメ『あまえないでよっ!!』オープニングテーマ                                                        |
| 7月21日  | あまえないでよっ!! さんとら夏盤                                                                           | 千歳（中原麻衣） | 「happy days」 | テレビアニメ『あまえないでよっ!!』エンディングテーマ                                                        |
| 11月2日  | さよならミルモ!! ベリーベストソングス                                                                     | 南楓（中原麻衣） | 「WITH」 | テレビアニメ『わがまま☆フェアリー ミルモでポン!』関連曲                                                     |
| 11月2日  | さよならミルモ!! ベリーベストソングス                                                                     | 南楓（中原麻衣）、結城摂（徳本恭敏）、日高安純（ひと美）、松竹香（保志総一朗） | 「Ring Ring Christmas」 | テレビアニメ『わがまま☆フェアリー ミルモでポン!』関連曲                                                     |
| 11月2日  | 舞-HiME 〜ベストコレクション〜                                                                            | 鴇羽舞衣（中原麻衣） | 「愛しさの交差点」 | テレビアニメ『舞-HiME』関連曲                                                                               |
| 11月2日  | 舞-HiME 〜ベストコレクション〜                                                                            | 鴇羽舞衣（中原麻衣）、玖我なつき（千葉紗子）、美袋命（清水愛） | 「Parade」 「私立風華学園校歌 〜水晶の守り〜」 | テレビアニメ『舞-HiME』関連曲                                                                               |
| 12月22日 | らき☆すた vocal mini album                                                                                | 泉こなた（広橋涼）、柊つかさ（中原麻衣）、柊かがみ（小清水亜美） | 「らき☆らき☆べいべー」 | ニンテンドーDS用ゲーム『らき☆すた 萌えドリル』主題歌                                                        |
| 2006年   | | | | |
| 1月25日  | あまえないでよっ!! さんとら冬盤                                                                           | あまえ隊っ! | 「あまえないでよっ!!」 「あまえないでよっ!! [Winter Trance MIX]」 | テレビアニメ『あまえないでよっ!!喝!!』オープニングテーマ                                                    |
| 1月25日  | あまえないでよっ!! さんとら冬盤                                                                           | 千歳（中原麻衣） | 「Lonesome Traveler」 「Lonesome Traveler [Winter Trance MIX]」 | テレビアニメ『あまえないでよっ!!喝!!』エンディングテーマ                                                    |
| 3月1日   | ミリオン・ラブ/rainy beat                                                                                 | ゆうな（中原麻衣） | 「ミリオン・ラブ」 | テレビアニメ『陰からマモル!』オープニングテーマ                                                             |
| 3月8日   | きゅんきゅんフリル                                                                                        | 蒼井渚砂（中原麻衣）、日向絆奈（清水愛） | 「きゅんきゅんフリル」 「きゅんきゅんフリル (Electronica Rose MIX)」 | ラジオ番組『麻衣&愛の電撃G'sラジオ ストロベリー・パニック! 〜お姉様といちご・そうどう〜』オープニングテーマ |
| 3月24日  | 陰からマモル! オリジナル・サウンドトラック                                                                | ゆうな（中原麻衣） | 「ミリオン・ラブ」 | テレビアニメ『陰からマモル!』オープニングテーマ                                                             |
|          | 陰からマモル! DVD全巻購入者特典CD「バナナスペシャル」                                                     | ゆうな（中原麻衣） | 「バナーナバナナ（リレコーディングバージョン）」 | テレビアニメ『陰からマモル!』関連曲                                                                         |
| 5月3日   | カレイドスター キャラクターヴォーカルアルバム「みんなで すごい 唄っちゃおう」                             | メイ・ウォン（中原麻衣） | 「デビルメイラウド」 | OVAシリーズ『カレイドスター』関連曲                                                                         |
| 8月23日  | つよきす Cool×Sweet コンプリートセレクション                                                              | 霧夜エリカ（中原麻衣） | 「Season of Love」 | テレビアニメ『つよきす Cool×Sweet』関連曲                                                                   |
| 11月1日  | 恋、はじめました!/LoveLoveLoveのせいなのよ!                                                               | らぶドル | 「LoveLoveLoveのせいなのよ!」 | テレビアニメ『らぶドル 〜Lovely Idol〜』エンディングテーマ                                                  |
| 11月15日 | 「らぶドル 〜Lovely Idol〜」キャラクターソング2 WISH STARにな・あ・れ                                     | 桐生琴葉（中原麻衣） | 「WISH STARにな・あ・れ」 「LoveLoveLoveのせいなのよ！（琴葉ソロヴァージョン）」 | テレビアニメ『らぶドル 〜Lovely Idol〜』関連曲                                                              |
| 12月27日 | DVD「らぶドル STAGE1」初回限定盤特典 らぶドル LOVELY IDOL SPECIAL CD 1                                    | らぶドル | 「GO↑GO↑☆PARTY（アニメライブ版）」 | テレビアニメ『らぶドル 〜Lovely Idol〜』挿入歌                                                              |
| 12月29日 | ひぐらしのなく頃に コミケCD 2006冬 〜鬼のいぬ間に〜                                                       | 竜宮レナ（中原麻衣） | 「笑顔・はっぴぃ・ピース♪ (short ver.)」 | ドラマCD『ひぐらしのなく頃に 〜鬼のいぬ間に〜』主題歌                                                       |
| 2007年   | | | | |
| 1月31日  | DVD「らぶドル STAGE3」初回限定盤特典 らぶドル LOVELY IDOL SPECIAL CD 3                                    | らぶドル | 「LoveLoveLoveのせいなのよ!」 | テレビアニメ『らぶドル 〜Lovely Idol〜』関連曲                                                              |
| 2月28日  | らぶドル SONG BEST                                                                                        | らぶドル | 「LoveLoveLoveのせいなのよ!」 「GO↑GO↑☆PARTY」 「HAPPY CLOVER」 | テレビアニメ『らぶドル 〜Lovely Idol〜』関連曲                                                              |
| 2月28日  | らぶドル SONG BEST                                                                                        | 桐生琴葉（中原麻衣） | 「WISH STARにな・あ・れ」 | テレビアニメ『らぶドル 〜Lovely Idol〜』関連曲                                                              |
| 2月28日  | DVD「らぶドル STAGE4」初回限定盤特典 らぶドル LOVELY IDOL SPECIAL CD 4                                    | らぶドル | 「HAPPY CLOVER（アニメライブ版）」 「GO↑GO↑☆ PARTY（アニメライブ版）」 | テレビアニメ『らぶドル 〜Lovely Idol〜』関連曲                                                              |
| 3月14日  | らぶドル VARIETY CD 2 「らぶり〜できゅーとなのですゥ」 琴葉 編                                            | 桐生琴葉（中原麻衣） | 「LoveLoveLoveのせいなのよ！（琴葉ソロヴァージョン）」 「Dreaming Now（琴葉ソロヴァージョン）」                                                                                          | テレビアニメ『らぶドル 〜Lovely Idol〜』関連曲                                                              |
| 3月28日  | DVD「らぶドル STAGE6」初回限定盤特典 らぶドル LOVELY IDOL SPECIAL CD 6                                    | 桐生琴葉（中原麻衣）、野々宮舞（桃井はるこ） | 「Dreaming Now」 | テレビアニメ『らぶドル 〜Lovely Idol〜』関連曲                                                              |
| 3月28日  | ひぐらしのなく頃に キャラクターCD Vol. 1                                                                  | 竜宮レナ（中原麻衣） | 「笑顔・はっぴぃ・ピース♪」 | テレビアニメ『ひぐらしのなく頃に』関連曲                                                                    |
| 5月24日  | 真・らき☆すた 萌えドリル 〜旅立ち〜 発売延期追加特典 ごめんねマキシCD                                     | 泉こなた（広橋涼）、柊つかさ（中原麻衣）、柊かがみ（小清水亜美） | 「らきらき☆EVERYBODY」 | ニンテンドーDS用ゲームソフト『真・らき☆すた 萌えドリル 〜旅立ち〜』主題歌                                   |
| 7月25日  | Que キャラクター Image Mini Album Vol.1                                                                   | リト（中原麻衣） | 「〜願い〜」 | PS2用ゲームソフト『Que 〜エンシェントリーフの妖精〜』関連曲                                                 |
| 8月22日  | アイドルマスター XENOGLOSSIA キャラクターアルバム Vol.1 熱唱!巨大（サンライズ）ロボットアニメソング・無敵 | 秋月律子（中原麻衣） | 「Shining☆Days」 | テレビアニメ『舞-HiME』オープニングテーマのカヴァー                                                         |
| 8月22日  | かみちゃまかりん キャラクターソング 花園花鈴・久我神                                                      | 花園花鈴（中原麻衣） | 「光のaccord」 | テレビアニメ『かみちゃまかりん』関連曲                                                                      |
| 8月22日  | おねがい☆ツインズ CD BOX 〜Trifoglio〜                                                                    | 宮藤深衣奈（中原麻衣） | 「予感のハーモニー」 | テレビアニメ『おねがい☆ツインズ』関連曲                                                                     |
| 8月22日  | おねがい☆ツインズ CD BOX 〜Trifoglio〜                                                                    | 宮藤深衣奈（中原麻衣）、小野寺樺恋（清水愛） | 「行くよ? Lucky Wave」 「Magic Night」 | テレビアニメ『おねがい☆ツインズ』関連曲                                                                     |
| 10月3日  | 魔法少女リリカルなのはStrikerS サウンドステージ03                                                         | ティアナ・ランスター（中原麻衣） | 「2人の翼」 | テレビアニメ『魔法少女リリカルなのはStrikerS』関連曲                                                        |
| 11月21日 | Myself ; Yourself キャラクターソング Vol.3                                                                | 星野あさみ（中原麻衣） | 「春のKISS」 | テレビアニメ『Myself ; Yourself』関連曲                                                                     |
| 12月5日  | OVA「舞-乙HiME Zwei」ヴォーカルベストアルバム 舞夢                                                        | アリカ（菊地美香）、ニナ（小清水亜美）、マシロ（ゆかな）、舞衣（中原麻衣）、ナツキ（千葉紗子）、ミコト（清水愛） | 「乙女はDO MY BESTでしょ? 2007ver.」 | OVA『舞-乙HiME Zwei』第4巻主題歌                                                                            |
| 12月5日  | OVA「舞-乙HiME Zwei」ヴォーカルベストアルバム 舞夢                                                        | 舞衣（中原麻衣）、ナツキ（千葉紗子）、ミコト（清水愛） | 「乙女はDO MY BESTでしょ? 姫ver.」 | OVA『舞-乙HiME Zwei』関連曲                                                                                 |
| 12月12日 | 魔法少女リリカルなのはStrikerS サウンドステージ04                                                         | スバル・ナカジマ（斎藤千和）、ティアナ・ランスター（中原麻衣）、エリオ・モンディアル（井上麻里奈）、キャロ・ル・ルシエ（高橋美佳子） | 「To The Real」 | テレビアニメ『魔法少女リリカルなのはStrikerS』関連曲                                                        |
| 12月26日 | 鉄道むすめ キャラクターソングコレクション Vol.8                                                           | 春日部しあ（中原麻衣） | 「シアわせア・テ・ン・ド」 「トレインtoトレイン♯春日部しあ」 | 『鉄道むすめ』関連曲                                                                                        |
| 2008年   | | | | |
| 4月23日  | キミキス pure rouge キャラクターソングアルバム                                                            | 栗生恵（中原麻衣） | 「この花はまっすぐに」 | テレビアニメ『キミキス pure rouge』関連曲                                                                   |
| 11月21日 | ひぐらしのなく頃に解 ファンディスク FILE.03 初回限定版特典CD「With "You" -絆-」                           | 前原圭一（保志総一朗）、竜宮レナ（中原麻衣）、園崎魅音・詩音（雪野五月）、北条沙都子（かないみか）、古手梨花（田村ゆかり）、羽入（堀江由衣）、北条悟史（小林ゆう） | 「With "You" -絆-」 | テレビアニメ『ひぐらしのなく頃に解』関連曲                                                                  |
| 2009年   | | | | |
| 2月4日   | ヤサシイウソ                                                                                              | Chrome Shelled、フェリ・ロス（中原麻衣） | 「ヤサシイウソ」 | テレビアニメ『鋼殻のレギオス』第3期エンディングテーマ                                                       |
| 2月25日  | いちばんうしろの大魔王 VOL.1 白いお米は救世主!?                                                           | 曽我けーな（中原麻衣） | 「LOVE米の魔法」 | ドラマCD『いちばんうしろの大魔王』関連曲                                                                    |
| 4月23日  | 魔法少女リリカルなのはStrikerS サウンドステージ ボーカルベストコレクション                                | ティアナ・ランスター（中原麻衣） | 「2人の翼 (Rising mix)」 | テレビアニメ『魔法少女リリカルなのはStrikerS』関連曲                                                        |
| 4月23日  | 魔法少女リリカルなのはStrikerS サウンドステージ ボーカルベストコレクション                                | スバル・ナカジマ（斎藤千和）、ティアナ・ランスター（中原麻衣）、エリオ・モンディアル（井上麻里奈）、キャロ・ル・ルシエ（高橋美佳子） | 「To The Real (Brave mix)」 | テレビアニメ『魔法少女リリカルなのはStrikerS』関連曲                                                        |
| 7月22日  | 浪漫ちっくストライク。                                                                                    | 鈴川小梅（伊藤かな恵）、小笠原晶子（中原麻衣）、川島乃枝（植田佳奈）、宗谷雪（能登麻美子） | 「浪漫ちっくストライク。」 | テレビアニメ『大正野球娘。』オープニングテーマ                                                              |
| 7月22日  | 浪漫ちっくストライク。                                                                                    | 鈴川小梅（伊藤かな恵）、小笠原晶子（中原麻衣） | 「キミとJUMPING」 | テレビアニメ『大正野球娘。』関連曲                                                                          |
| 8月7日   | 鋼殻のレギオス キャラクター Character Songs -The First Season-                                            | Chrome Shelled、フェリ・ロス（中原麻衣） | 「ヤサシイウソ」 | テレビアニメ『鋼殻のレギオス』第3期エンディングテーマ                                                       |
| 8月28日  | 鋼殻のレギオス キャラクター Character Songs -The Second Season-                                           | Chrome Shelled、フェリ・ロス（中原麻衣） | 「センチメンタル・ヴォイス」 | テレビアニメ『鋼殻のレギオス』関連曲                                                                        |
| 9月25日  | COMPILATION 〜少女たちの絆〜                                                                              | アリカ（菊地美香）、ニナ（小清水亜美）、マシロ（ゆかな）、舞衣（中原麻衣）、ナツキ（千葉紗子）、ミコト（清水愛） | 「乙女はDO MY BESTでしょ? 2007ver.」 | OVA『舞-乙HiME Zwei』第4巻主題歌                                                                            |
| 10月15日 | beatmania IIDX Spin-off Drama Roots26 S[suite] Vol.1                                                      | 北見エリカ（佐藤利奈）、水城セリカ（中原麻衣） | 「たからもの」 | ドラマCD『ROOTS26S[suite] Vol.1』オープニングテーマ                                                         |
| 11月28日 | blooms again.                                                                                             | アリス・リデル（中原麻衣） | 「blooms again.」 | 『Are you Alice?』関連曲                                                                                    |
| 2010年   | | | | |
| 1月27日  | LOVE × HEAVEN                                                                                             | 彩京朋美（川澄綾子）、セルニア＝伊織＝フレイムハート（中原麻衣）、大地薫（釘宮理恵）、四季鏡早苗（小清水亜美） | 「LOVE × HEAVEN」 | テレビアニメ『れでぃ×ばと!』オープニングテーマ                                                              |
| 3月10日  | れでぃ×ばと! キャラクターファイル Vol.1                                                                   | セルニア＝伊織＝フレイムハート（中原麻衣） | 「きゅんきゅんドリルドール」 | テレビアニメ『れでぃ×ばと!』関連曲                                                                          |
| 5月26日  | マリッジロワイヤル キャラクターソングアルバム                                                             | 秋田小町（中原麻衣） | 「どこまでも貴方と一緒に」 | テレビアニメ『マリッジロワイヤル プリズムストーリー』関連曲                                                 |
| 10月6日  | 刀語 第7巻 特典CD                                                                                         | 鑢七実（中原麻衣） | 「迷い子さがし」 | テレビアニメ『刀語』第7話エンディングテーマ                                                                 |
| 11月24日 | 初戀幻燈機                                                                                                | 西王母桃（中原麻衣） | 「初戀は柘榴色」 | テレビアニメ『おとめ妖怪 ざくろ』エンディングテーマ                                                         |
| 2011年   | | | | |
| 2月9日   | おとめ妖怪ざくろ バラエティCD「歌謡小咄集」                                                               | 西王母桃（中原麻衣） | 「乙女セツナ恋吹雪」 | テレビアニメ『おとめ妖怪 ざくろ』関連曲                                                                     |
| 2月23日  | beatmania IIDX Drama CD Roots26 Vol.4                                                                     | 水城セリカ（中原麻衣） | 「RESISTANCE」 | ドラマCD『Roots26 Vol.4』オープニングテーマ                                                                 |
| 3月2日   | 刀語 歌曲集 其ノ壱                                                                                        | 鑢七実（中原麻衣） | 「やがてのあした」 | テレビアニメ『刀語』関連曲                                                                                  |
| 3月17日  | 武装神姫 CHARACTER SONG and SPECIAL RADIO RONDO Vol.2                                                     | ヤマネコ型MMS アーティル（中原麻衣） | 「Going my way」 | |
| 6月8日   | 刀語 歌曲集 其ノ弐                                                                                        | 鑢七実（中原麻衣） | 「迷い子さがし」 | テレビアニメ『刀語』第7話エンディングテーマ                                                                 |
| 7月21日  | ひぐらしのなく頃に煌 SPECIAL MAGICAL DISC 01                                                              | 竜宮レナ（中原麻衣） | 「前代未聞☆ミラクルチェンジ」 | OVAシリーズ『ひぐらしのなく頃に煌』関連曲                                                                   |
| 8月12日  | Be with You                                                                                               | DJ Shimamura feat. 原田泰子（中原麻衣） | 「Be with You」 | オンラインゲーム『君と一緒に』イメージソング                                                                |
| 9月14日  | ひぐらしのなく頃に煌 にぱにぱ音頭☆ソングCD                                                                | 梨花（田村ゆかり）、レナ（中原麻衣）、魅音&詩音（雪野五月）、沙都子（かないみか）、羽入（堀江由衣） | 「にぱにぱ音頭☆」 | OVAシリーズ『ひぐらしのなく頃に煌』関連曲                                                                   |
| 11月16日 | パチスロ『快盗天使ツインエンジェル3』サウンド・コレクション キュンキュン☆セレクト                         | リリカ・アスタディール（金田朋子）、エリス・フィリウス（中原麻衣） | 「おとなになるのですっ!」 | |
| 2012年   | | | | |
| 4月25日  | フォトカノ キャラクターソング vol.2 室戸亜岐                                                              | 室戸亜岐（中原麻衣） | 「Blue Heaven」 「ムーンライト スターライト」 「フォトグラフメモリー」 | PSP用ゲームソフト『フォトカノ』関連曲                                                                       |
| 4月27日  | 快盗天使ツインエンジェル THE BEST ANGEL                                                                   | リリカ・アスタディール（金田朋子）、エリス・フィリウス（中原麻衣） | 「おとなになるのですっ！」 「おとなになるのですっ！ -りりかる☆じごく☆りみっくす-」 | パチスロ『快盗天使ツインエンジェル3』関連曲                                                                 |
| 4月27日  | 快盗天使ツインエンジェル THE BEST ANGEL                                                                   | エリス・フィリウス（中原麻衣） | 「闇の祈り」 | パチスロ『快盗天使ツインエンジェル3』関連曲                                                                 |
| 6月27日  | 戦国コレクション キャラクターソングコレクション Vol.02                                                    | 純愛天使・直江兼続（中原麻衣）、聖乙女・上杉謙信（能登麻美子） | 「星空リプライズ」 | テレビアニメ『戦国コレクション』関連曲                                                                      |
| 11月22日 | 境界線上のホライゾンII 第3卷初回限定版スペシャルCD3                                                       | 武蔵（中原麻衣） | 「人形言語」 | テレビアニメ『境界線上のホライゾンII』関連曲                                                                |
| 2013年   | | | | |
| 4月24日  | スマイルF                                                                                                 | うたカノ♪ | 「スマイルF」 | テレビアニメ『フォトカノ』エンディングテーマ                                                                |
| 6月26日  | 波打ち際のMUSIC                                                                                           | リヴァイアさん（中原麻衣） | 「伝説最強の女」 | テレビアニメ『波打ち際のむろみさん』関連曲                                                                  |
| 7月3日   | フォトカノ キャラクターソングアルバム THROUGH THE CAMERA                                                  | 室戸亜岐（中原麻衣） | 「みずいろインサイド」 | テレビアニメ『フォトカノ』関連曲                                                                            |
| 7月26日  | フォトカノ ZOOM第2巻特典CD                                                                                | うたカノ♪ | 「スマイルF（うたカノ♪一年生&三年生ヴァージョン）」 | テレビアニメ『フォトカノ』関連曲                                                                            |
| 8月21日  | サーバント×サービス BD・DVD第1巻特典CD                                                                    | 山神ルーシー（略）（茅野愛衣）、三好紗耶（中原麻衣）、千早恵（豊崎愛生） | 「めいあいへるぷゆー?」 | テレビアニメ『サーバント×サービス』オープニングテーマ                                                       |
| 9月18日  | フォトカノ ZOOM第4巻特典CD                                                                                | 室戸亜岐（中原麻衣） | 「スマイルF（室戸亜岐ソロヴァージョン）」 | テレビアニメ『フォトカノ』関連曲                                                                            |
| 11月27日 | サーバント×サービス BD・DVD第4巻特典CD                                                                    | 三好紗耶（中原麻衣） | 「ハチミツ時間（三好 ver.）」 「めいあいへるぷゆー？（三好 ver.）」 | テレビアニメ『サーバント×サービス』関連曲                                                                   |
| 2014年   | | | | |
| 3月26日  | サーバント×サービス オリジナルサウンドトラック                                                            | 山神ルーシー（略）（茅野愛衣）、三好紗耶（中原麻衣）、千早恵（豊崎愛生） | 「めいあいへるぷゆー?」 | テレビアニメ『サーバント×サービス』オープニングテーマ                                                       |
| 12月24日 | SHIROBAKO BD・DVD第1巻特典CD                                                                              | トレイシー | 「あいむそーりーEXODUS」 | テレビアニメ『SHIROBAKO』劇中歌                                                                             |
| 12月24日 | SHIROBAKO BD・DVD第1巻特典CD                                                                              | あかね（中原麻衣） | 「Cメロから愛を込めて」 | テレビアニメ『SHIROBAKO』劇中歌                                                                             |
| 2015年   | | | | |
| 2月4日   | ひぐらしのなく頃に テーマソングコレクション                                                               | 竜宮レナ（中原麻衣） | 「前代未聞☆ミラクルチェンジ」 | OVAシリーズ『ひぐらしのなく頃に煌』関連曲                                                                   |
| 2月25日  | 魔法科高校の劣等生 横浜騒乱編 1 BD・DVD特典CD                                                             | 中条あずさ（小笠原早紀）、市原鈴音（中原麻衣） | 「MAGICAL∞LESSON」 | テレビアニメ『魔法科高校の劣等生』関連曲                                                                    |
| 2月27日  | PACHISLOT アラジンAII Original Sound Track                                                                | ローズ（中原麻衣） | 「YELL!」 「I Wish」 「Rose♥Spine」 | パチスロ『アラジン AII』関連曲                                                                              |
| 2月27日  | PACHISLOT アラジンAII Original Sound Track                                                                | アラジン（大原桃子）、ローズ（中原麻衣） | 「Magic to the Sky」 | パチスロ『アラジン AII』関連曲                                                                              |
| 9月16日  | 蒼き鋼のアルペジオ -アルス・ノヴァ-「Blue Field」キャラクターSongs Vol.2                                  | イオナ（渕上舞）、ヤマト（中原麻衣） | 「さようなら」 | テレビアニメ『蒼き鋼のアルペジオ -アルス・ノヴァ-』関連曲                                                   |
| 11月25日 | HEARTBEAT JAM♪                                                                                            | A型ちゃん（悠木碧）、B型ちゃん（堀江由衣）、O型ちゃん（小林ゆう）、AB型ちゃん（中原麻衣） | 「HEARTBEAT JAM♪」 | テレビアニメ『血液型くん！3』オープニングテーマ                                                             |
| 2016年   | | | | |
| 4月27日  | PHANTASY STAR ONLINE 2 キャラクターソングCD〜Song Festival〜III                                           | アザナミ（中原麻衣）、イオ（竹達彩奈） | 「武麗舞クロステンド」 | ゲーム『ファンタシースターオンライン2』関連曲                                                               |
| 12月22日 | CR戦国乙女〜花〜 オリジナルサウンドトラック                                                               | 伊達マサムネ（中原麻衣）、毛利モトナリ（能登麻美子）、小早川ヒデアキ（内田真礼） | 「暁」 | パチンコゲーム『CR戦国乙女』関連曲                                                                          |
| 2017年   | | | | |
| 5月17日  | ガールフレンド（仮） キャラクターソングシリーズ Vol.05                                                    | シンフォニア | 「I Say,I Love」 | ゲーム『ガールフレンド（仮）』関連曲                                                                        |
| 7月19日  | ガールフレンド（仮） キャラクターソングシリーズ Vol.07                                                    | 有栖川小枝子（中原麻衣） | 「One day…」 | ゲーム『ガールフレンド（仮）』関連曲                                                                        |
| 8月2日   | Twin Angel Song Selection Jewelry                                                                         | リリカ（金田朋子）、エリス（中原麻衣）、サロメ（新谷良子） | 「リリカのまじかる☆ふぃ〜ば〜らんど！」 | パチスロ『ツインエンジェルBREAK』関連曲                                                                     |
| 2018年   | | | | |
| 8月10日  | CR戦国乙女5 〜10thAnniversary〜 オリジナルサウンドトラック                                                | 豊臣ヒデヨシ（新名彩乃）、上杉ケンシン（植田佳奈）、徳川イエヤス（千葉紗子）、今川ヨシモト（山本麻里安）、武田シンゲン（高橋美佳子）、伊達マサムネ（中原麻衣）、織田ノブナガ（小松未可子）、明智ミツヒデ（釘宮理恵）                                                                | 「10回目のありがとう」 | パチンコゲーム『CR戦国乙女』関連曲                                                                          |
| 2020年   | | | | |
| 1月19日  | TVアニメーション『アズールレーン』キャラクターソングシングル Vol.9 赤城                                   | 赤城（中原麻衣） | 「クリムゾン・ブルーミング」 「悠久のカタルシス」 | テレビアニメ『アズールレーン』関連曲                                                                        |
| 4月8日   | TVアニメーション『アズールレーン』バディキャラクターソングシングル Vol.5 エンタープライズ & 赤城          | エンタープライズ（石川由依）、赤城（中原麻衣） | 「Re:frain」 「悠久のカタルシス」 | テレビアニメ『アズールレーン』関連曲                                                                        |
| 11月27日 | やはりこのキャラソンはまちがっている。完                                                                  | 雪ノ下陽乃（中原麻衣） | 「自由の色」 | テレビアニメ『やはり俺の青春ラブコメはまちがっている。完』関連曲                                            |
| 12月31日 | アズールレーンキャラクターソング Vol.03 A&B セット                                                        | ガスコーニュ（小松未可子）、赤城（中原麻衣）、アドミラル・ヒッパー（山岡ゆり）、クリーブランド（堀籠沙耶）、シェフィールド（小原好美） | 「Coeur」 「―Coeur― Remix」 | ゲーム『アズールレーン』関連曲                                                                              |
| 12月31日 | アズールレーンキャラクターソング Vol.03 A&B セット                                                        | 赤城（中原麻衣）、加賀（茅野愛衣） | 「九尾しぐれ」 | ゲーム『アズールレーン』関連曲                                                                              |
| 2021年   | | | | |
| 1月8日   | 劇場版 SHIROBAKO BD特典CD                                                                                 | 宮森あおい（木村珠莉）、ミムジー&ロロ（木村珠莉）、チャッキー（宮田幸季）、ありあ（金元寿子）、ルーシー（千菅春香）、タチアナ（山岡ゆり）、クリス（米澤円）、エリーゼ（木村珠莉）、ノア（沼倉愛美）、キャサリン（伊藤静）、あかね（中原麻衣）、あや（伊藤静）、あるぴん（茅野愛衣） | 「アニメーションをつくりましょう」 | 劇場アニメ『劇場版 SHIROBAKO』挿入歌                                                                        |
| 8月9日   | ワールズエンドクラブ オフィシャルサウンドトラック 2                                                       | 福田淳、ガンバレ組、れいちょ（上田麗奈）、関西（藤原夏海）、ジェンヌ（豊口めぐみ）、バニラ（茅野愛衣）、兄貴（赤羽根健治）、パイ（中原麻衣）、たっつん（皆川純子）、チュー子（菊池こころ）、ポチ（緒方恵美）、モーちゃん（松岡由貴）、ニョロ（真堂圭）、雪（南里侑香）              | 「ガンバレ組のテーマ」 | ゲーム『ワールズエンドクラブ』関連曲                                                                        |
| 2022年   | | | | |
| 9月21日  | プリマドール オリジナルサウンドトラック CURTAIN FALL                                                      | 桜花（中原麻衣） | 「時のゆりかご」 | テレビアニメ『プリマドール』挿入歌                                                                          |
| 2024年   | | | | |
| 9月25日  | 『かつて魔法少女と悪は敵対していた。』Music Collection                                                    | ミラ（小野友樹）、深森白夜（中原麻衣） | 「いつも二人がいいね」 | テレビアニメ『かつて魔法少女と悪は敵対していた。』エンディングテーマ                                        |

### 未音源化楽曲
| 時期         | 楽曲                | 歌                   | 備考                                |
| ------------ | ------------------- | -------------------- | ----------------------------------- |
| 2001年4月4日 | 「CRYSTAL FANTASY」 | クリスタルチェリーズ | 『DVDボイスアニメージュ Vol.6』より |

### 参加映像作品
| 発売日        | タイトル                                                    | 販売形態 | 規格品番   | 備考                                                                            |
| ------------- | ----------------------------------------------------------- | -------- | ---------- | ------------------------------------------------------------------------------- |
| 2007年7月25日 | らぶドル First Live in 横浜BLITZ                            | DVD      | AVBA-26279 | 声優ユニット「らぶドル」初のライブの模様。ソロ曲「WISH STARにな・あ・れ」も披露 |
| 2014年5月7日  | SEASIDE LIVE FES 2013                                       | Blu-ray  |            | ラジオ番組「らぶえんじぇる」より浅倉杏美との出演し、4曲を披露                   |
| 2020年9月30日 | 魔法少女リリカルなのは15周年記念イベント「リリカル☆ライブ」 | Blu-ray  | KIXM-439   | 13曲目の「To The Real」に参加                                                   |

## ライブ出演

### 単独ライブ
- 中原麻衣 LIVE 2005 "ミニシアター+" in 大阪（2005年6月26日 - アメリカ村 FANJ twice）
- 中原麻衣 LIVE 2005 "ミニシアター+" in 東京（2005年7月3日 - Shibuya O-West）

### 合同ライブ
- らぶドル First Live in 横浜BLITZ（2007年3月4日 - 横浜BLITZ）
- ランティス祭り -10th Anniversary Live-（2009年9月26日 - 富士急ハイランド -コニファーフォレスト-）
- SEASIDE LIVE FES 2013（2012年4月22日 - 新宿BLAZE）
- 魔法少女リリカルなのは15周年記念イベント「リリカル☆ライブ」（2020年1月18日、19日 - 国立代々木競技場第一体育館）